# Finsko
 Poslechnout si článek · info
Finsko, plným názvem Finská republika, je severský stát v severní Evropě. Na severozápadě sousedí se Švédskem, na severu s Norskem a na východě s Ruskem, na západě s Botnickým zálivem a na jihu s Finským zálivem oproti Estonsku. Většinu krajiny tvoří rovinatá tajga a v ní více než 180 000 jezer a charakteristické nízké kopce; podnebí se pohybuje od vlhkého kontinentálního na jihu po boreální na severu. Finsko se dělí na 19 provincií, na ploše asi 338 000 km² žije 5,6 mil. obyvatel;  je osmou největší zemí v Evropě a nejřidčeji osídlenou zemí v Evropské unii. Její hlavní a největší město jsou Helsinky, mezi další významná města patří Espoo, Tampere a Vantaa. Převážnou většinu obyvatelstva tvoří etničtí Finové. Laponsko na severu země je tradiční místo života Sámů. Úředními jazyky jsou finština a švédština; celkem 84,9 % obyvatel hovoří prvním z nich jako svým mateřským jazykem a 5,1 % druhým.
Finsko bylo poprvé osídleno po poslední době ledové asi 9000 let př. n. l. Během doby kamenné vznikly různé kultury, které se vyznačovaly různými styly keramiky. V době bronzové a železné došlo ke kontaktům s dalšími kulturami ve Fennoskandinávii a v Pobaltí. Od konce 13. století se Finsko v důsledku severních křížových výprav stalo součástí Švédska. V roce 1809 bylo Finsko v důsledku finské války odtrženo od Švédska a stalo se autonomním velkoknížectvím v rámci Ruského impéria. V tomto období došlo k rozkvětu finského umění a začalo se prosazovat hnutí za nezávislost. V roce 1906 se Finsko stalo prvním územím v Evropě, kde bylo uděleno všeobecné volební právo, a prvním na světě, které dalo všem dospělým občanům právo kandidovat do veřejných funkcí.
Po ruské revoluci v roce 1917 vyhlásilo Finsko nezávislost. Následujícího roku proběhla ve Finsku občanská válka, z níž vyšli vítězně Bílí. Status Finska jako republiky byl potvrzen v roce 1919. Během druhé světové války bojovalo Finsko proti Sovětskému svazu v zimní válce a pokračovací válce a později proti nacistickému Německu v laponské válce. V důsledku toho ztratilo část svého území ve prospěch Sovětského svazu, ale zachovalo si nezávislost a demokracii. Finsko zůstalo až do 50. let 20. století převážně zemědělskou zemí. Po druhé světové válce se rychle industrializovalo a vybudovalo vyspělou ekonomiku, to zemi umožnilo dosáhnout celkové prosperity a vysokého příjmu na obyvatele. Během studené války Finsko oficiálně zastávalo politiku neutrality. Následně se v roce 1995 stalo členem Evropské unie, v roce 1999 eurozóny a po ruské invazi na Ukrajinu vstoupilo v roce 2023 do Severoatlantické aliance. 
Finsko je unitární parlamentní republika s prezidentem jako ceremoniální hlavou státu, zákonodárným orgánem je jednokomorový parlament. Je vysoce rozvinutou zemí, v indexu lidského rozvoje je na 12. místě. Finsko vybudovalo vyspělou ekonomiku se sociálním státem postaveným na severském modelu sociálního zabezpečení. Země dosahuje špičkových výsledků v národních ukazatelích výkonnosti, včetně vzdělávání, hospodářské konkurenceschopnosti, občanských svobod, kvality života a lidského rozvoje. Finsko je členem řady mezinárodních organizací, např. Evropské unie, eurozóny, schengenského prostoru, Severské rady, Severoatlantické aliance, a Organizace pro hospodářskou spolupráci a rozvoj.

## Název
Za nejranější písemnou podobu jména Finsko jsou považovány tři runové kameny. Dva byly nalezeny ve švédské provincii Uppland a je na nich nápis finlonti (U 582). Třetí byl nalezen na Gotlandu. Je na něm nápis finlandi (G 319) a je datován až do 13. století. Jméno lze považovat za příbuzné s názvem kmene Finns, který je zmíněn poprvé v datové době v roce 98 n. l. (sporný význam).
V češtině se pro Finsko též používal název Čuchonsko.

### Suomi
Jméno Suomi (finský název Finska) má nejistý původ, ale kandidátem na původ je protobaltské slovo *źemē, které znamená „země“. Kromě jazyků blízkých k finštině (baltofinské jazyky) se tento název používá také v baltských jazycích lotyštině a litevštině. Alternativně bylo navrženo indoevropské slovo *gʰm-on „muž“ (srov. gótské guma, latinské homo), která byla vypůjčeno jako *ćoma. Slovo původně odkazovalo pouze na historickou provincii Finsko a později na severní pobřeží Finského zálivu, přičemž severní regiony, jako je Ostrobothnia, byly až do pozdějšího období vyloučeny. Dřívější teorie navrhovaly odvození od suomaa (slatiništní půda) nebo suoniemi (slatiništní mys), ale tyto jsou nyní považovány za zastaralé. Někteří vědci navrhli společnou etymologii se slovem saame (Sámové, fino-ugriští lidé z Laponska) a Häme (provincie ve vnitrozemí), ale tato teorie je nejistá.
Nejstarší dochovalé použití slova Suomi je z roku 811 v královských letopisech Annales regni Francorum, kde je použito jako jméno osoby spojené s mírovou smlouvou.

### Pojetí
V nejstarších historických pramenech z 12. a 13. století se termín Finsko týká pobřežní oblasti kolem Turku od Perniö po Uusikaupunki. Tato oblast se později stala známá jako vlastní Finsko, na rozdíl od názvu země Finsko. Finsko se stalo běžným názvem pro celou zemi ve staletém procesu, který začal, když katolická církev zřídila v Nousiainenu, v severní části provincie Suomi, misionářskou diecézi možná někdy už ve 12. století.
Zpustošení Finska během severní války (1714–1721) a během rusko-švédské války (1741–1743) způsobila, že Švédsko začalo klást velký důraz na obranu své východní poloviny před Ruskem. Tyto zkušenosti z 18. století vytvořily pocit sdíleného osudu, který ve spojení s jedinečným finským jazykem vedl k přijetí rozšířeného pojetí Finska.

## Historie

### Prehistorie

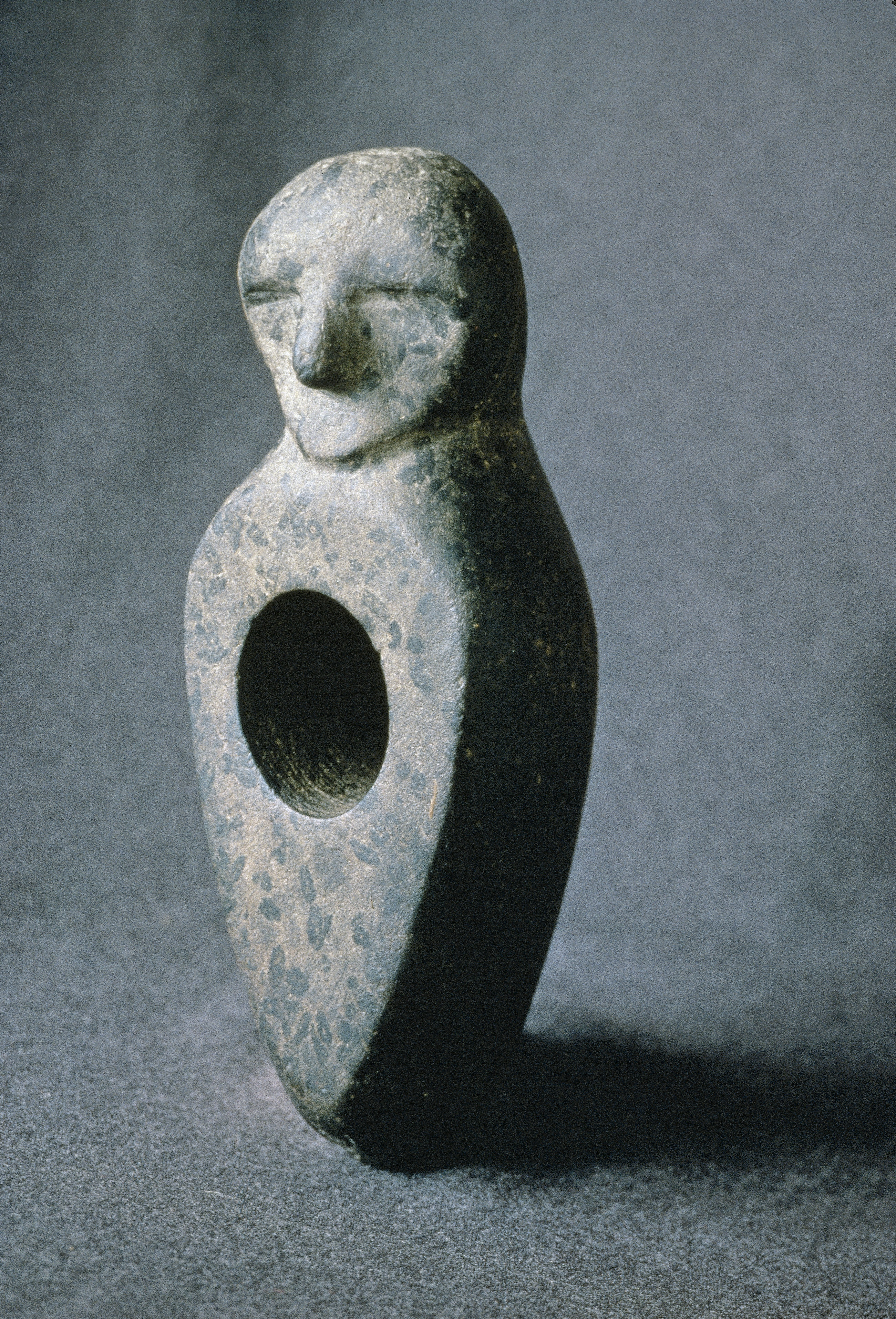
Artefakt z doby kamenné nalezený nedaleko Kiuruvesi

Archeologické nálezy prokazují, že oblast, která dnes náleží Finsku, byla osídlena již v osmém tisíciletí před naším letopočtem během doby kamenné, když se stáhl ledovec po poslední době ledové. Předpokládá se, že první obyvatelé byli především lovci.
Okolo roku 5000 př. n. l. došlo k výraznějšímu oteplení a zvlhčení, což vedlo k rozvoji sídlišť. Zároveň se ve Finsku objevilo spolu s kulturou hřebenové keramiky hrnčířství. Existenci čilého výměnného systému dokládají nálezy osinku a mastku z východního Finska, křemene z jižní Skandinávie a Ruska, dlát od Oněžského jezera a hrotů oštěpů ze severní Skandinávie.
Dnes se soudí, že mluvčí ugrofinského jazyka přišli do Finska během doby kamenné, pravděpodobně již mezi prvními mezolitickými osadníky.

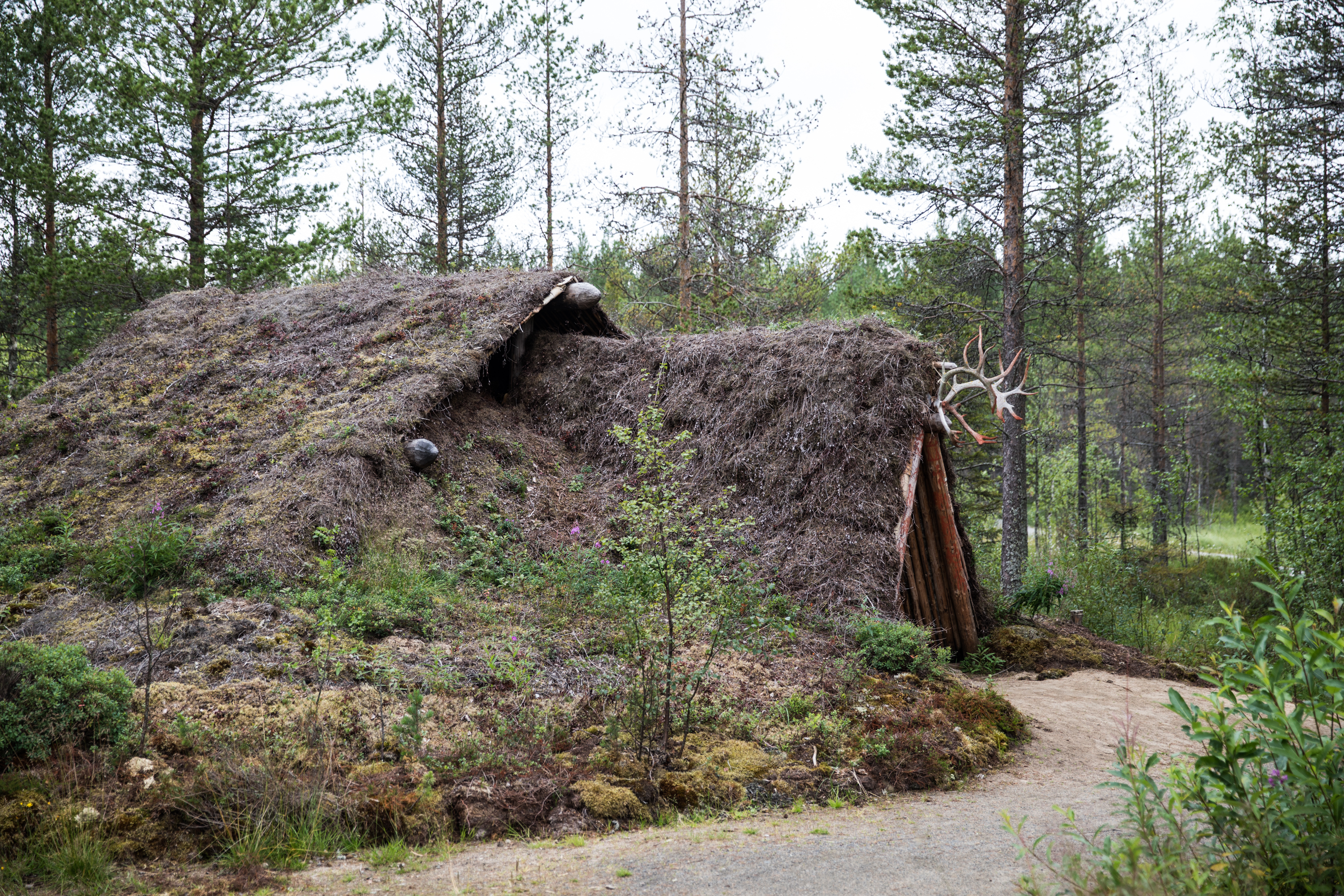
Obydlí z doby kamenné, Oulu

Příchod kultury šňůrové keramiky (také kultura sekeromlatů) do jižního Finska mezi lety 3200 až 2500 př. n. l. se považuje za počátek zemědělství. Přesto lov a rybolov zůstal důležitou součástí hospodaření, obzvláště v severních a východních částech země, kde se i nadále vyskytovala kultura hřebenové keramiky. První známky zemědělství pocházejí z období asi 2300 př. n. l. Výrazná změna v kultuře svědčí o příchodu nového obyvatelstva, pravděpodobně z Pobaltí, které se stalo vyšší vrstvou a zřejmě i významně ovlivnilo místní jazyk.
Doba bronzová (1500 – 500 př. n. l.) a doba železná (500 př. n. l. – 1200 n. l.) byly ve znamení rozsáhlých kontaktů se Skandinávií, severním Ruskem a Pobaltím. Kolem roku 500 př. n. l. se ve Finsku výrazně ochladilo, což vedlo ke značnému úbytku obyvatelstva. Opětovný rozmach přišel až s římskou dobou železnou po roce 50, která byla dříve spojována s příchodem Finů, na základě lingvistických teorií. Novější archeologické nálezy ale tuto hypotézu nijak nepotvrzují. Na konci doby železné žilo ve Finsku asi 50 000 lidí.

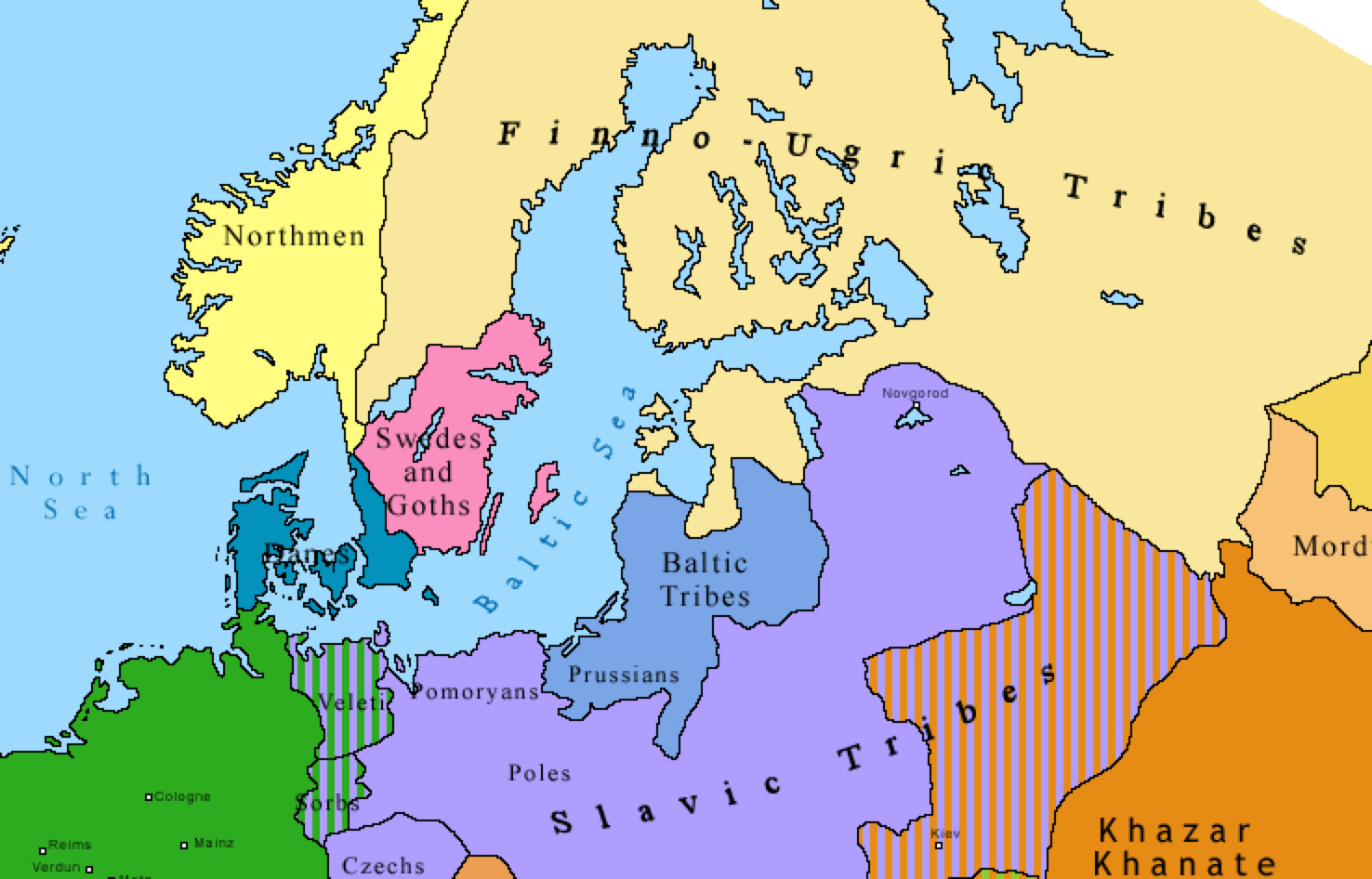
Severní Evropa roku 814

Nejstarší písemná zmínka o Finsku se nalézá v Tacitově díle Germania, které bylo napsáno okolo roku 100. Popis kočovného národa Fenni ale neodpovídá tehdejším Finům, protože ti již byli usedlými zemědělci. Zřejmě se jednalo o popis Laponců.
Nálezy bohatě vybavených pohřebišť, většinou zbraněmi, napovídají, že vládnoucí elita zde existovala už od 3. století. Nicméně centralizovaná společnost se zde během této doby nevyvinula. Alandy se nejpozději od 6. století staly zcela švédské. Styky Finů se Švédskem, čili Vikingy, byly v této době běžné, Vikingové zde byli známí jak díky svým obchodům, tak loupení, přesto neexistuje důkaz o tom, že by ve Finsku, kromě Aland, vznikly v raném středověku skandinávské osady.

### Švédská nadvláda

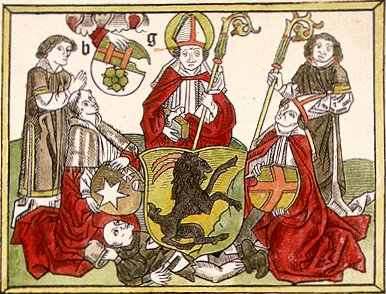
Jindřich Uppsalský

Téměř sedmisetletá příslušnost Finska ke Švédskému království je tradičně spojována až s rokem 1154 a údajným příchodem křesťanství, v němž klíčovou roli sehrál původem Angličan Jindřich Uppsalský, pravděpodobně vyslaný švédským králem. Podle archeologických záznamů ale bylo mezi finskými pohany několik křesťanů již předtím. Švédové podnikli ve 12. a 13. století celkem tři křížové výpravy do Finska, které měly za následek christianizaci Finů a švédskou kolonizaci Finska. Švédskou vládu ve Finsku se podařilo stabilizovat jarlu Birgerovi po křížové výpravě, která se většinou datuje do roku 1238 nebo 1249. Novgorod naopak získal moc nad Karélií. Vznikla tak na východě Finska i hranice mezi katolickou a pravoslavnou sférou vlivu. Švédština se stala dominantním jazykem administrativy a výuky. Finština zůstala jazykem obyčejných lidí, ve kterém se opisovala jen náboženská literatura.

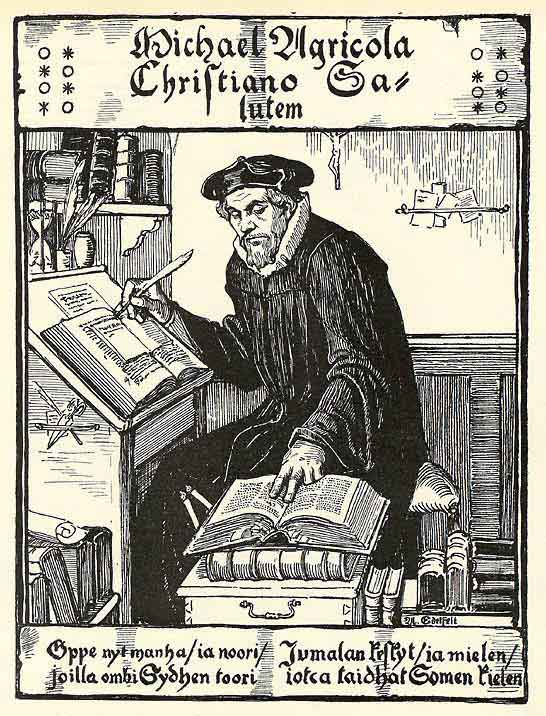
Mikael Agricola

Okolo roku 1249 do Finska přišel dominikánský řád a získal zde značný vliv. V jihozápadní části země se původní osídlení vyvinulo v první město – Turku, které se záhy stalo jedním z největších měst ve Švédském království. Bydleli v něm z velké části němečtí obchodníci a řemeslníci. Zbytek Finska byl urbanizován jen velmi málo. Biskupství v Turku bylo založeno během 13. století. Mělo velkou roli, biskup z Turku byl považován za nejmocnějšího muže v zemi a navíc to byl obvykle Fin. Bývala to také často významná osobnost intelektuální a literární, například turkuský biskup Mikael Olai Agricola přeložil roku 1551 do finštiny Nový zákon.
Během 12. a 13. století obsadil velký počet švédských osadníků jižní a severozápadní pobřeží Finska. V těchto regionech se ještě dnes běžně mluví švédsky. Roku 1362 byli zástupci Finska poprvé povoláni, aby se zúčastnili voleb švédského krále. Finsko bylo ale také zataženo do vnitřních švédských potyček. Během 80. let 14. století se sem ze skandinávské části Švédska přenesla občanská válka. Jejím vítězem se stala královna Markéta I. Dánská, která roku 1389 svedla na 130 let pod jednu vládu Dánsko, Švédsko a Norsko (Kalmarská unie). Finsko bylo několikrát zataženo do pokusů Švédů tuto unii opustit. Obecně ale Finsko během 15. století relativně prosperovalo, populace rostla a ekonomika se zlepšovala.

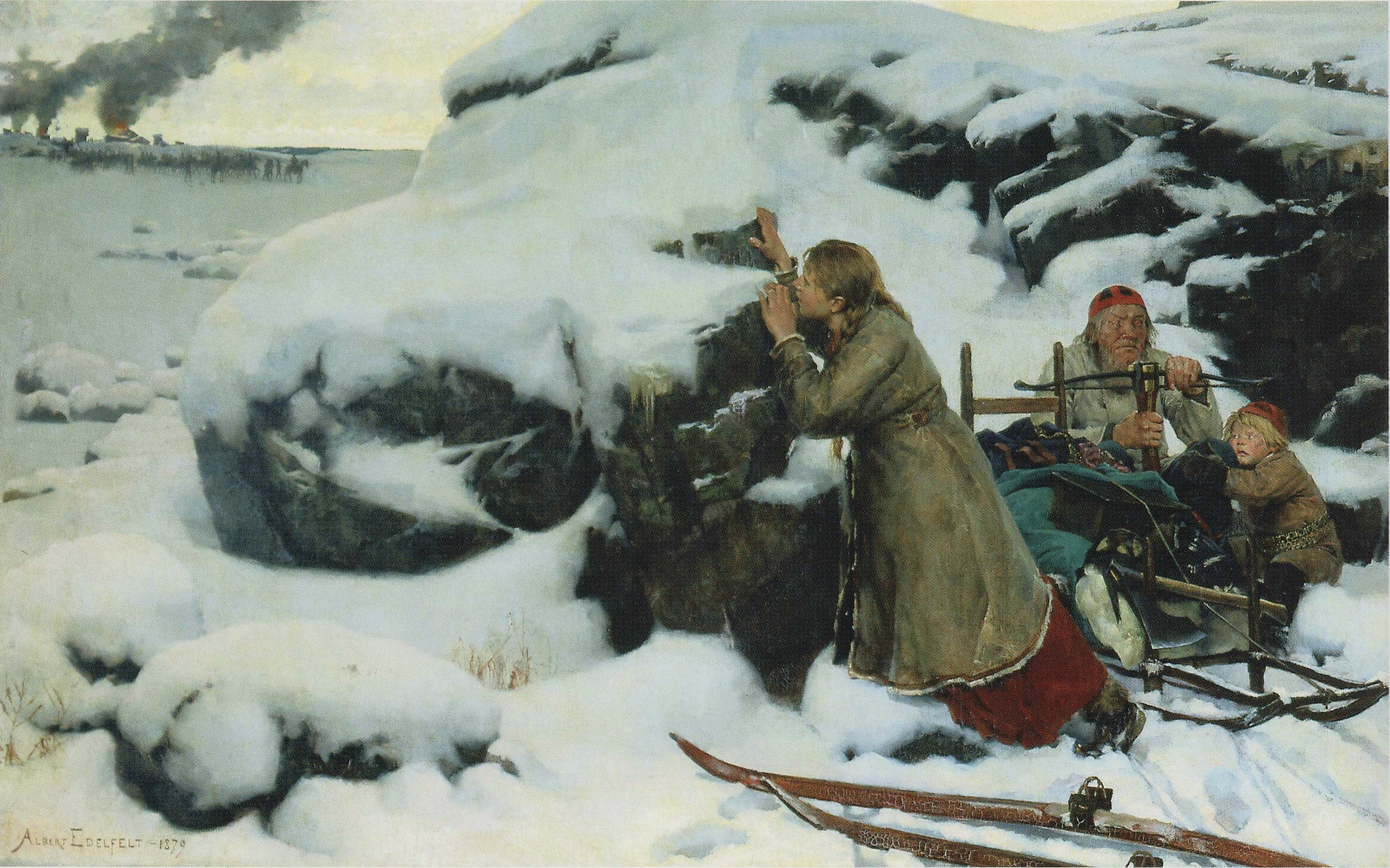
Válka palic

Na konci 15. století však přišel zlom, když Rusko po dobytí Novgorodu dostalo chuť i na finské území. Švédsko-ruská válka o Finsko začala v roce 1495. S rozpadem Kalmarské unie a nástupem Gustava Vasy na švédský trůn se k bojům s Rusy přidaly konflikty s Dány a Poláky. Finové nesly břímě těchto bojů, neboť byli obvykle terčem nepřátelských nájezdů, navíc jim byly neustále zvyšovány daně k zaplacení nákladů na války. Strádání vyústilo roku 1596 v protišvédské povstání, takzvanou válku palic, které bylo krvavě potlačeno. Švédští králové nicméně podporovali expanzi finských osadníků a farmářů na sever, na území Laponců a Karelů, kteří byli takto vytlačováni; často byl tento proces doprovázen i ozbrojenými střety. Ze Švédska přišlo také luteránství, které se uchytilo.

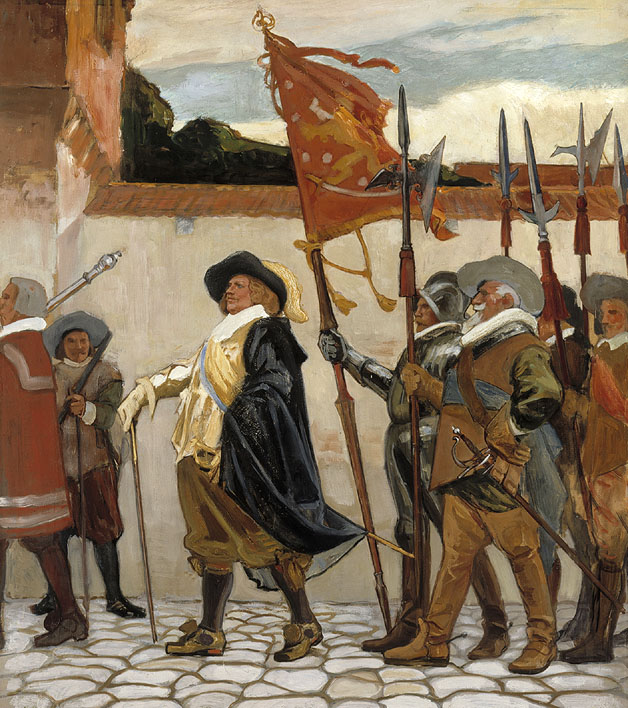
Otevření akademie v Turku, v popředí Per Brahe (malba Alberta Edelfelta)

V letech 1630–1648 Finové bojovali po boku Švédů ve třicetileté válce. Finská lehká jízda svou bojovností a krutostí šířila mezi katolickými vojsky strach. Se švédským vojskem vtrhli Finové i do Čech. Švédové se za finskou udatnost odměňovali: zakládali nová města, roku 1640 byla v Turku založena první univerzita ve Finsku, Královská akademie, a v roce 1642 byla ve finštině vydána celá Bible. Pod těmito akty je podepsán především guvernér Per Brahe. Konec války paradoxně Finům uškodil. Ztráta prosperity vedla k deziluzi a s ní patrně související vlně honů na čarodějnice. Kolem roku 1697 během malé doby ledové přišel další úder, když Finsko zasáhl ničivý hladomor, který zahubil až třetinu populace.
Ačkoli z třicetileté války vyšlo Švédsko jako velmoc, během 18. století tuto pozici ztratilo, především v sérii válek se stále mocnějším Ruskem. Ještě než však Švédové v této tahanici Finy ztratili, dali jim ochutnat zárodkům demokracie, či přesněji parlamentarismu. Odhaduje se, že až 45 % mužské populace Finska získalo v 18. století volební právo. Ve švédském parlamentu soupeřila strana Čepic a Klobouků. Většina Finů podporovala Čepice, které prosazovaly smířlivější postoj k Rusku, neboť na válkách finští sedláci ze svého pohledu vždy jen tratili. Nicméně válkychtivý král Gustav III. se s parlamentem dále již dohadovat nechtěl a zrušil ho. Prosadil si tak válku, která ale přinesla i spiknutí některých finských důstojníků, kteří se pokusili s podporou Ruska vytvořit nezávislé Finsko. Král vzpouru rozdrtil, nicméně posléze se odštěpenecké tendence pokusil zaplašit posílením hospodářství a kultury ve Finsku. Paradoxně tím ale jen ještě více rozdmýchal národnostní, především jazykovou otázku. Toho se snažili propagandisticky využívat Rusové, byť vzpomínky na ruské okupace během několika válečných konfliktů Finům bránily plně vsadit na ruskou kartu. Nicméně Rusko se nakonec osudem Finů stalo.

### Ruská nadvláda

Žďáření ve Finsku v 19. století

Během finské války (1808–1809) mezi Švédskem a Ruskem bylo Finsko znovu a tentokráte na dlouhou dobu dobyto armádami cara Alexandra I. V Porvoo byl 29. března 1809 ustanoven Finský sněm, aby zaručil oddanost ruskému caru. Poté, co Švédsko prohrálo válku a 17. září 1809 uzavřelo Fredrikshamnskou dohodu, Finsko se stalo autonomním velkoknížectvím Ruského carství. Zůstalo jím až do konce roku 1917, přičemž roku 1812 k němu byla zpět přičleněna finská Karélie. 

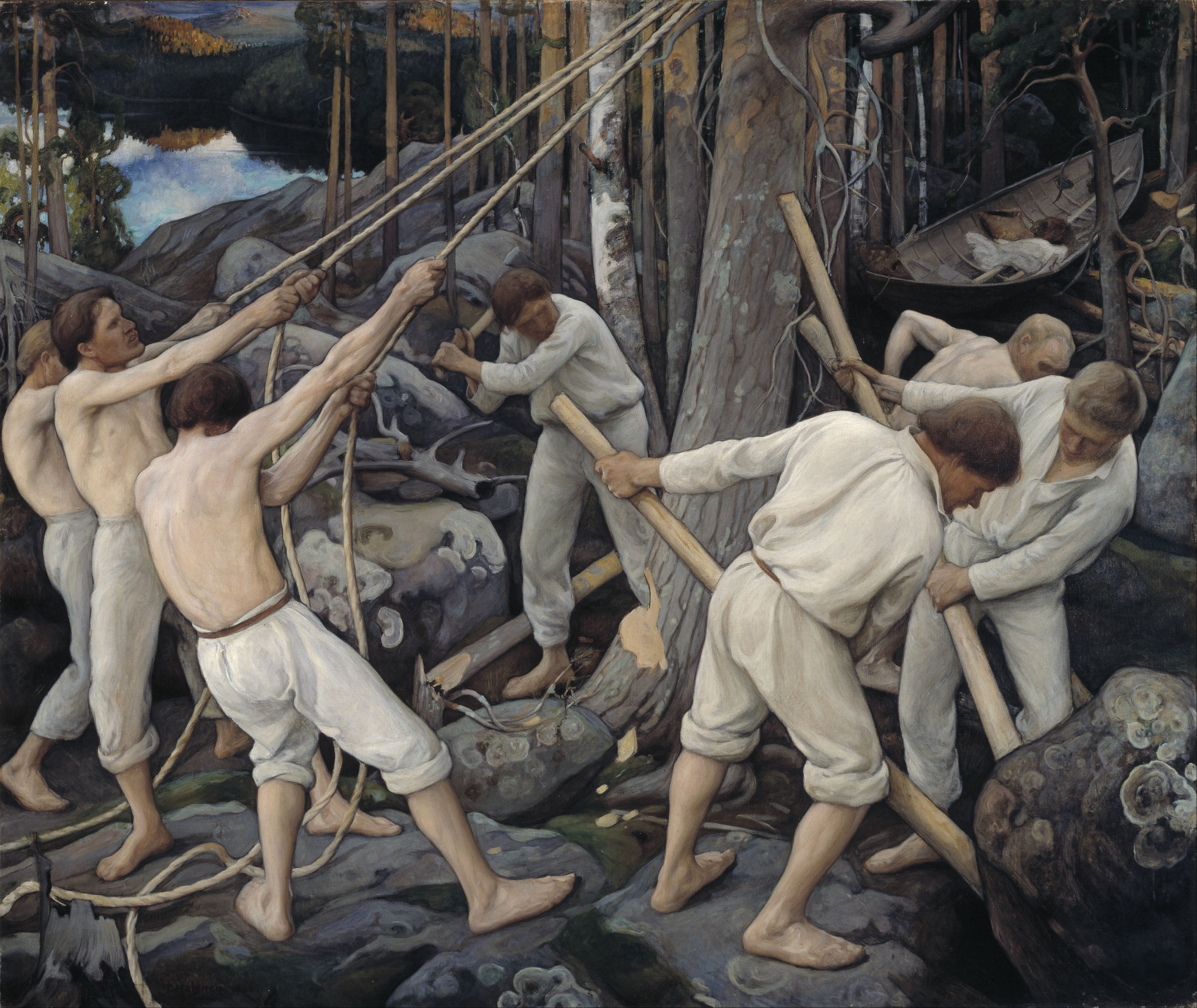
Průkopníci v Karélii (1900)

Stupeň autonomie se během let ruské nadvlády měnil. Objevila se také, zejména během dvou posledních desetiletí, období cenzury a politického stíhání. Avšak finské rolnictvo zůstalo, na rozdíl od rolníků v samotném Rusku, svobodné. Zůstal totiž v platnosti starý švédský zákon.
Aby se zpřetrhaly citové vazby se Švédskem, carský dvůr a finská vláda začaly prosazovat finštinu. Roku 1863 se finština dostala na úřady, v roce 1892 byla plně zrovnoprávněna se švédštinou. Tento proces podporovalo silné nacionalistické obrozenecké hnutí. Jeho velkou chvíli se stalo rovněž vydání národního eposu Kalevala. Ten vyšel poprvé roku 1833 jako tzv. Pra-Kalevala (finsky Alku Kalevala). Jeho výsledná podoba pochází z roku 1849.
Na přelomu 19. a 20. století se však Rusku začalo zdát, že je vhodný čas finské území začít rusifikovat. Národnímu hnutí nezbylo než začít oponovat novému nepříteli. Souběžně s rusifikačními snahami se car snažil o ukončení finské autonomie. Finové se tak stále více orientovali na západní velmoci. Ruský tlak nicméně kolísal, nejprve během rusko-japonské války a pak během 1. světové války se proces rusifikace a deautonomizace pozastavil, když Rusové potřebovali finské rekruty a dobře fungující ekonomickou základnu. Součástí těchto ústupků bylo i nahrazení původního čtyřkomorového Sněmu jednokomorovým parlamentem (finsky Eduskunta), který roku 1906 vzešel ze všeobecných voleb, ve kterých dokonce jako první v Evropě volily i ženy.

### Nezávislost

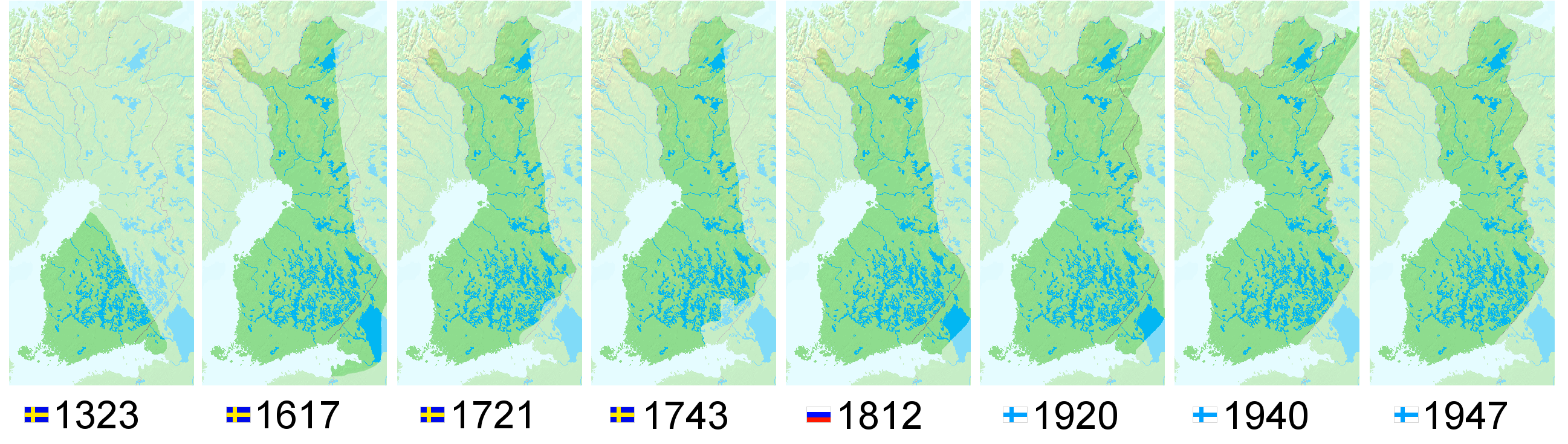
Územní vývoj Finska

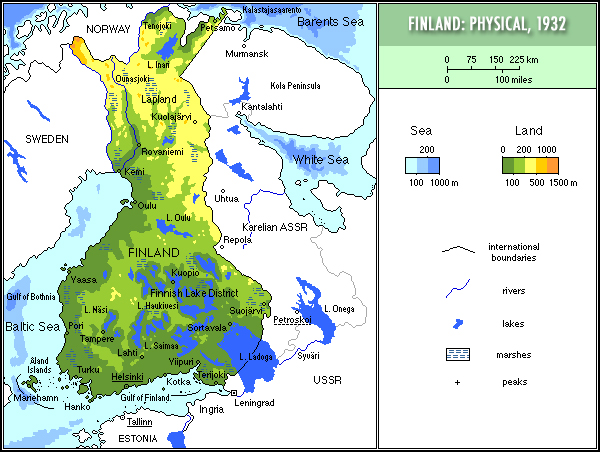
Finsko 1920–1940

Svržení cara únorovou revolucí v Rusku roku 1917 považovali většinoví finští sociální demokraté za konec personální unie s Ruskem a tedy za vznik nezávislosti. Pravicová opozice se však bála jejich představ o socialismu, a tak raději podporovala ruskou Kerenského vládu v jejích nárocích na Finsko, které byly úspěšně uplatněny i za pomoci vojska (tato epizoda zanesla do finského politického systému mnoho hořkosti, jež nakonec vyústila v občanskou válku). Vše však změnila říjnová revoluce v Rusku, která svrhla Kerenského. Finsko 6. prosince 1917 vyhlásilo samostatnost a noví vládci Ruska, bolševici, ji během měsíce uznali. Tak vznikla současná Finská republika a nic na tom nezměnil ani fakt, že rusko-finské vztahy brzy zkomplikovaly občanské války v Rusku a ve Finsku, expedice finských nacionalistických aktivistů (tzv. heimosodat) a naopak intervenční jednotky ruských bolševiků vysílané zejména do oblasti Viipuri. Nejistá hranice mezi Finskem a Ruskem byla nakonec ustavena Tartskou dohodou v roce 1920.

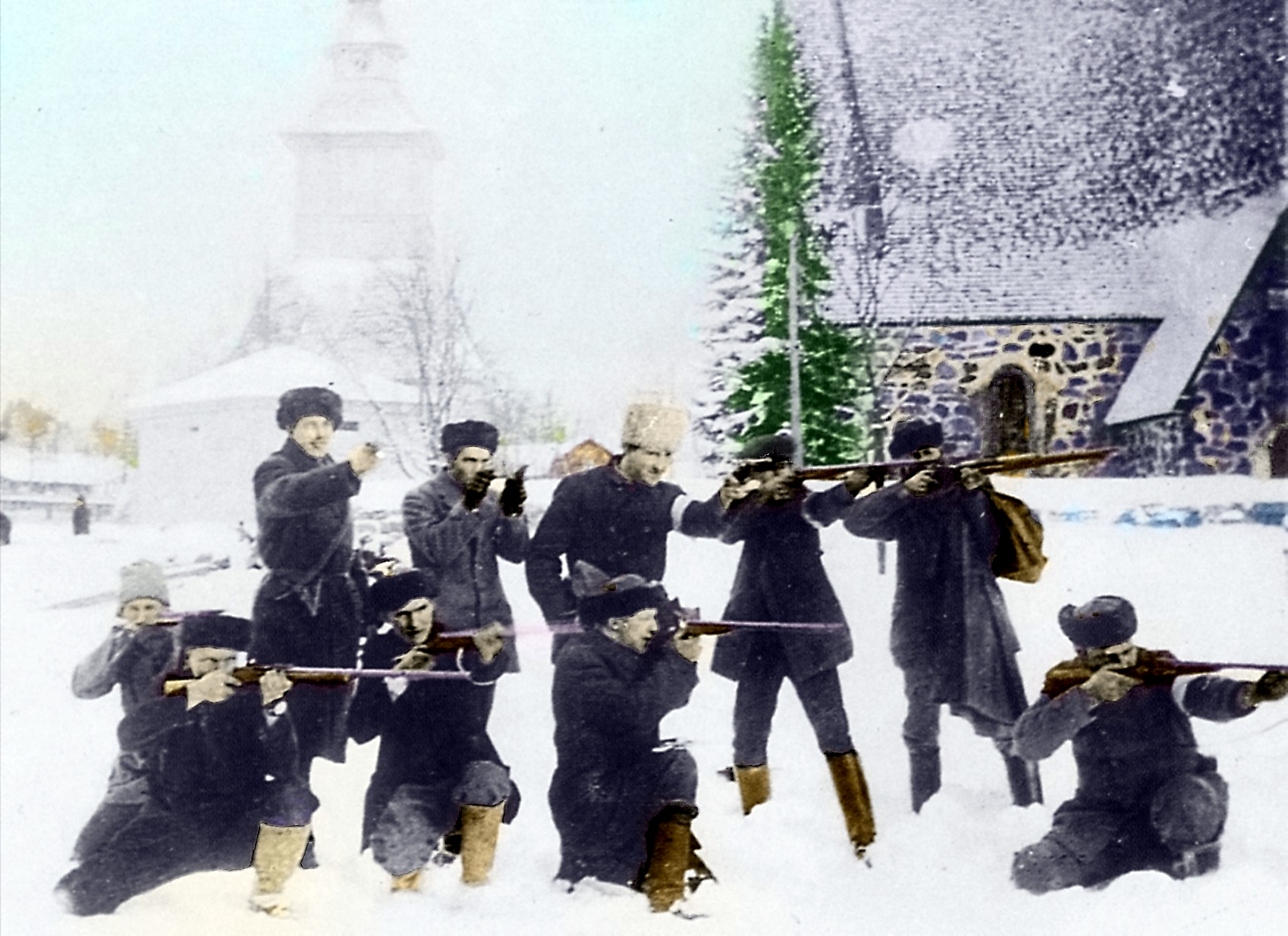
Bílá garda za občanské války

Sociální rozdíly mezi vládnoucí a pracující třídou byly ve Finsku větší než v jiných porovnatelných zemích. Do 19. století existovala zřejmá jazyková bariéra, potom se během 19. století ve Finsku vytvořila univerzitně vzdělaná meritokracie, která se cítila být pravou reprezentací národa, protože mluvila finsky a protože velká část z jejich předků byla chudými rolníky.
V roce 1918 země prošla krátkou, ale trpkou zkušeností občanské války, která zabarvila domácí politiku na mnoho let. Ve válce proti sobě stáli vzdělaná třída, podporovaná početnou skupinou malých farmářů a císařským Německem, a nemajetní venkované a dělníci z průmyslu, kteří si připadali bez politického vlivu přesto, že od roku 1906 měli všeobecné hlasovací právo.

### Finlandizace

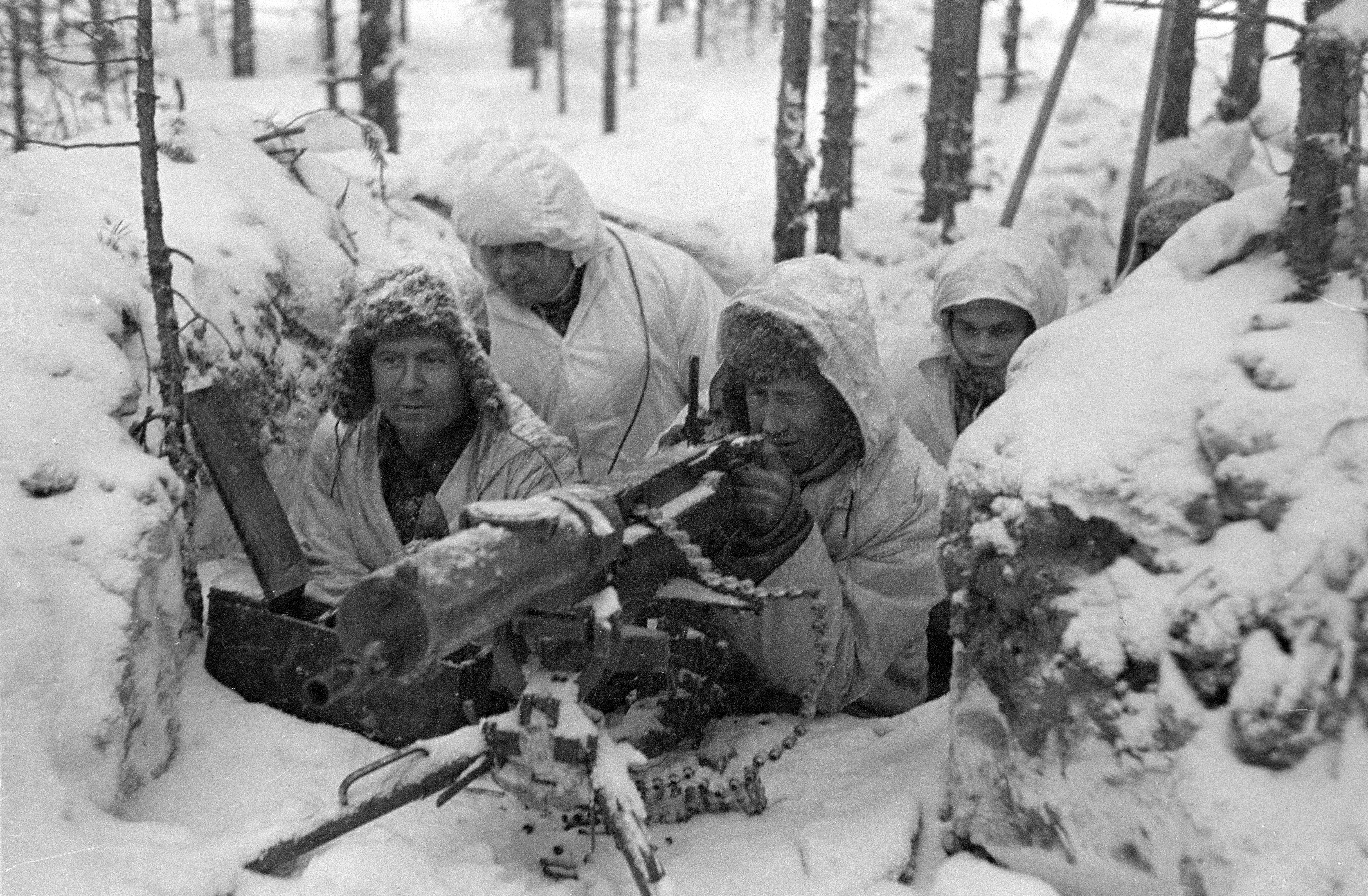
Finové v zimní válce

Během druhé světové války Finsko dvakrát bojovalo se Sovětským svazem. Poprvé v zimní válce v letech 1939 až 1940 a znovu v pokračovací válce od roku 1941 do roku 1944, tentokrát s podporou nacistického Německa. Finské jednotky se také zúčastnily obležení Leningradu. Na tuto válku navazovala laponská válka v letech 1944 až 1945, kdy Finsko přinutilo Německo k odchodu ze severního Finska.

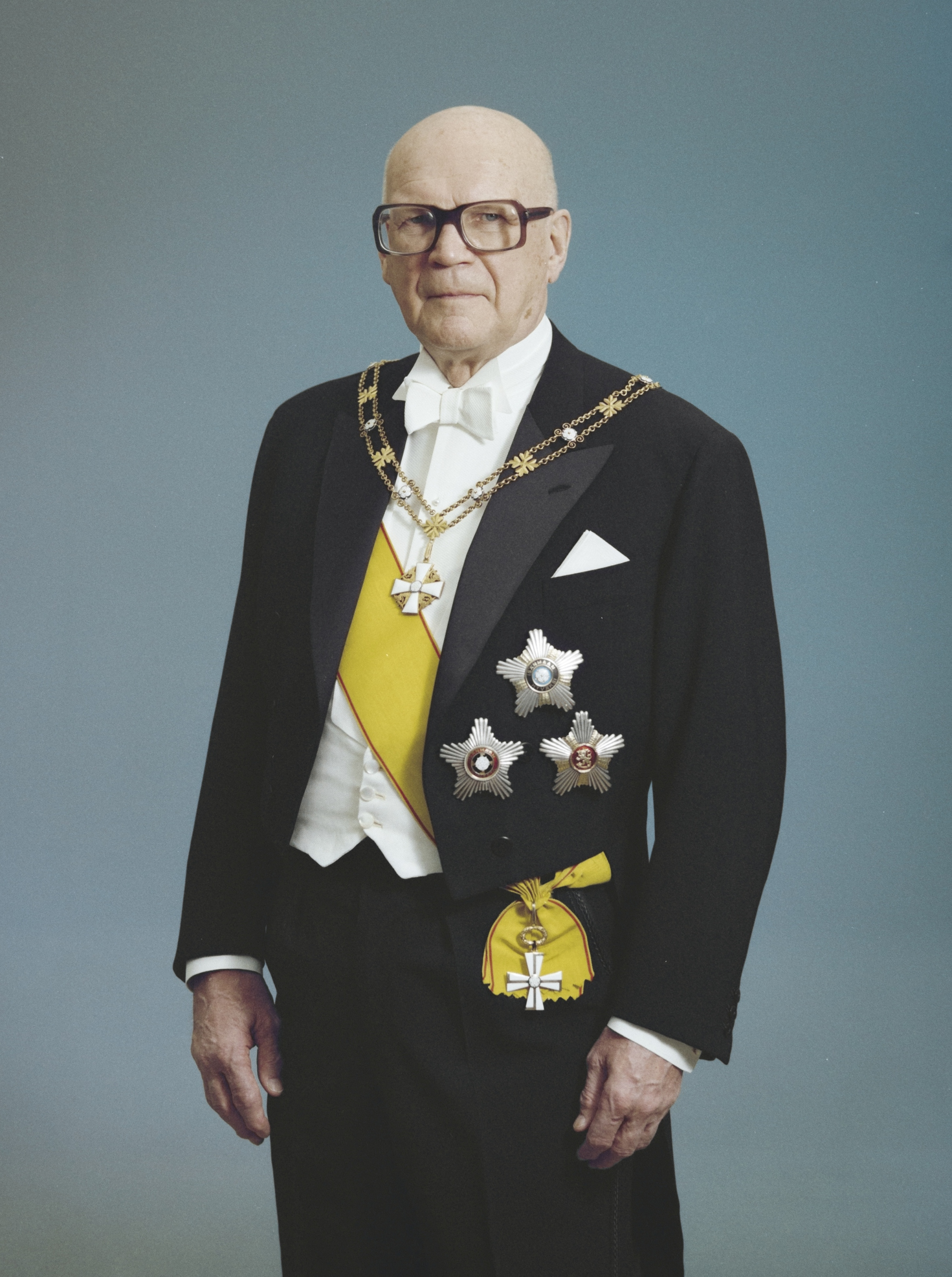
Finský Prezident Urho Kekkonen (1956–1982)

Po druhé světové válce a vypuknutí války studené se Finsko ocitlo v šedé zóně mezi západním a východním blokem. Dohody se Sověty z let 1947 a 1948 obsahovaly závazky a omezení Finska vůči Sovětskému svazu a také další územní ústupky (v porovnání s Moskevskou mírovou dohodou z roku 1940). Dohoda YYA (zkratka slov ystävyys-, yhteistyö- ja avunantosopimus, což znamená Smlouva o přátelství, spolupráci a vzájemné pomoci) dávala Sovětskému svazu možnost vlivu na finskou domácí politiku. Zasahoval do obrany i hospodářství. Fungovala také jistá autocenzura politiků, akademických pracovníků, vědců, sdělovacích prostředků i umělců. Tato doktrína se někdy nazývá Paasikiviho–Kekkonenova linie. V Německu vzniklo pro tento stav označení finlandizace. Pro finlandizaci nebyly v zákonech potřeba žádné paragrafy: jakékoliv narušování převládajícího klimatu bylo potlačeno i bez oficiální cenzury či trestů. Mnoho politiků, jako např. prezident Urho Kekkonen (1956 až 1982), využívalo svých vztahů s Moskvou k řešení vnitrostranických sporů, což mělo za následek, že Sovětský svaz měl ještě větší vliv. Jiní politici, jako třeba Karl-August Fagerholm, se naopak snažili sovětskému vlivu umíněně čelit.
Rozpad Sovětského svazu roku 1991 Finsko překvapil a způsobil ekonomickou krizi, ale Finsko díky němu mohlo nabrat nový geopolitický kurz. Zesílilo spolupráci se skandinávskými sousedy a roku 1995 vstoupilo do Evropské unie. Finsko v EU podporuje federalismus, oproti ostatním severským zemím, které převážně podporují konfederalismus. V reakci na ruskou invazi na Ukrajinu v roce 2022 Finsko požádalo o vstup do Severoatlantické aliance. Členem se stalo 4. dubna 2023.

## Státní symboly

### Vlajka
Finská vlajka je tvořena bílým listem o poměru stran 11:18 s modrým skandinávským křížem.

### Znak
Finský státní znak je tvořen červeným štítem, na kterém je zlatý, korunovaný lev ve skoku, stojící na zahnuté šavli. Místo pravé přední tlapy má lev lidskou ruku ve stříbrném brnění, bránící se stříbrným mečem. Štít je poset devíti stříbrnými růžemi.

### Hymna
Finská hymna je píseň, která má dvě jazykové verze, Maamme (finsky) a Vårt land (švédsky) (česky Má vlast). Původní text hymny napsal finský básník píšící švédsky Johan Ludvig Runeberg. Do finštiny ji přeložil finský básník a překladatel Paavo Cajander. Hudbu složil finsko-německý hudební skladatel Fredrik Pacius.

## Geografie
Finsko je jednou z nejsevernějších zemí světa, leží přibližně mezi 60 ° a 70 ° severní šířky a 20 ° a 32 ° východní délky. Ze světových metropolí severněji než Helsinky leží pouze Reykjavík. Vzdálenost z nejjižnějšího bodu – Hanko v Uusimaě – k nejsevernějšímu bodu – Nuorgamu v Laponsku – je 1160 km.
Finsko má asi 168 000 jezer (s plochou větší než 500 m2) a 179 000 ostrovů. Jeho největší jezero, Saimaa, je čtvrtým největším v Evropě. Finská jezerní oblast je oblastí s největším počtem jezer v zemi. Největší koncentrace ostrovů je na jihozápadě, v Ostrovním moři mezi kontinentálním Finskem a hlavním ostrovem Aland.
Většina geomorfologie Finska je výsledkem doby ledové. Ledovce byly ve Fennoskandinávii mocnější a vydržely déle ve srovnání se zbytkem Evropy. Jejich erodující účinky zanechaly finskou krajinu většinou rovinatou, jen s několika kopci a málo horami. Nejvyšší bod Finska, Halti s nadmořskou výškou 1324 m, leží na úplném severu Laponska na hranici mezi Finskem a Norskem. Nejvyšší horou, jejíž vrchol zcela leží ve Finsku, je Ridnitšohkka vysoká 1316 m, ležící hned vedle Halti.

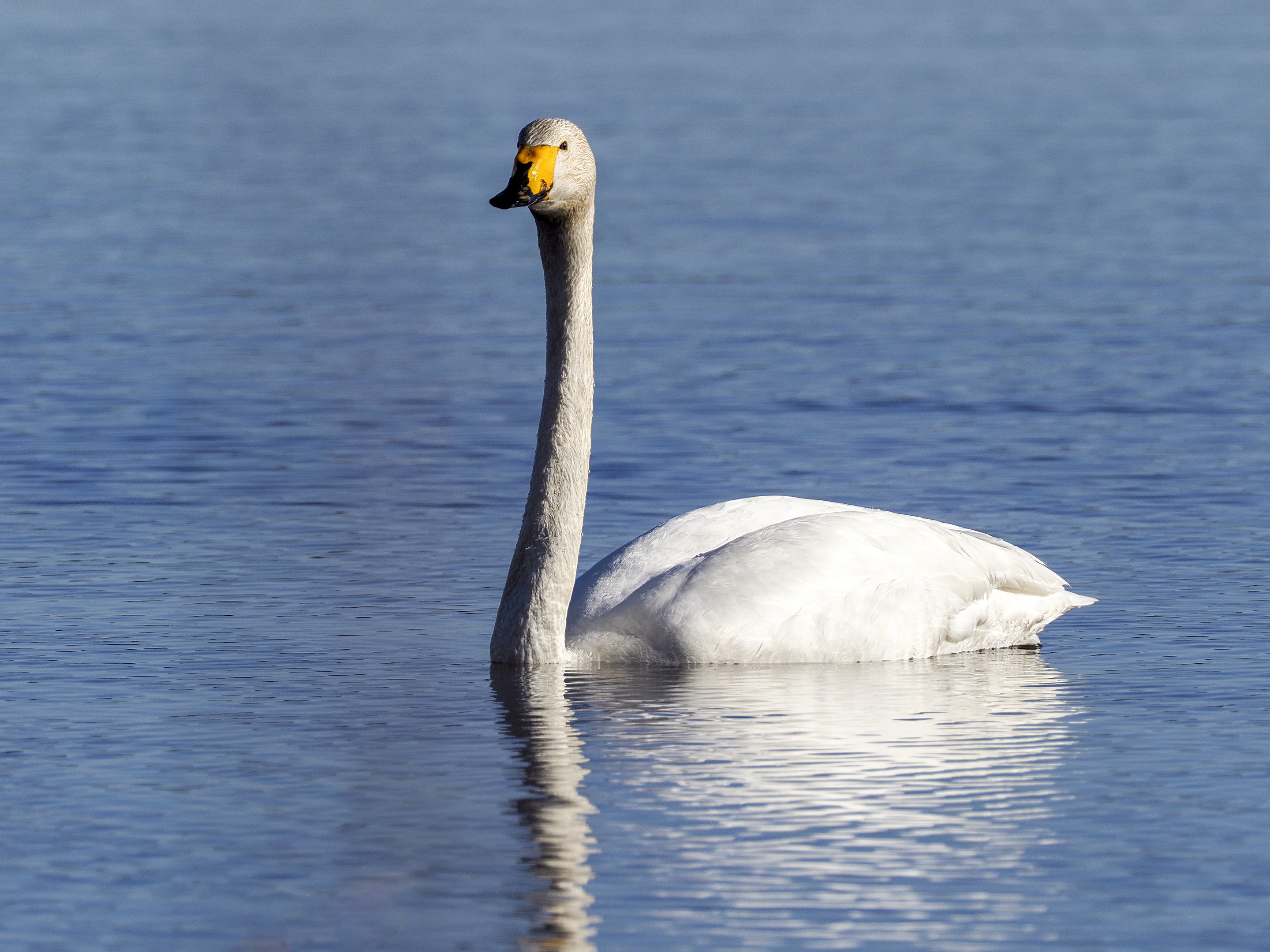
Labuť, finský národní pták

Ustupující ledovce zanechaly morénové usazeniny ve formách eskerů. Jedná se o hřebeny vrstevnatého štěrku a písku, které se táhne od severozápadu na jihovýchod, kde kdysi v dávné minulosti ležel okraj ledovce. Mezi největší z nich patří tři hřebeny Salpausselkä, které se táhnou přes celé jižní Finsko.
Ve Finsku je stále výrazný postglaciální vzestup podloží, které bylo během poslední doby ledové stlačeno obrovskou vahou ledu, který následně roztál. Efekt je nejsilnější kolem Botnického zálivu (i na Švédské straně), kde země neustále stoupá rychlostí asi 1 cm za rok. V důsledku toho se původní mořské dno postupně mění na suchou pevninu: rozloha země se zvětšuje asi o 7 km2 ročně. Relativně vzato Finsko stoupá z moře.
Krajina je pokryta převážně jehličnatými tajgovými lesy a slatiništi s málo obdělávanou půdou. Z celkové plochy Finska tvoří 10 % jezera, řeky a nádrže a 78 % lesy. Les je tvořen borovicemi, smrky, břízami a dalšími druhy stromů. Finsko je největším producentem dřeva v Evropě a jedním z největších na světě. Nejběžnějším typem horniny je žula. Je to všudypřítomný prvek krajiny, viditelná všude tam, kde není půdní pokryv. Moréna nebo till je nejběžnějším typem půdy pokrytou tenkou vrstvou humusu biologického původu. Vývoj podzolového profilu je patrný na většině lesních půd s výjimkou případů, které jsou špatné odvodněny. Glejosoly a rašeliniště zabírají špatně odvodněné oblasti.

### Biodiverzita

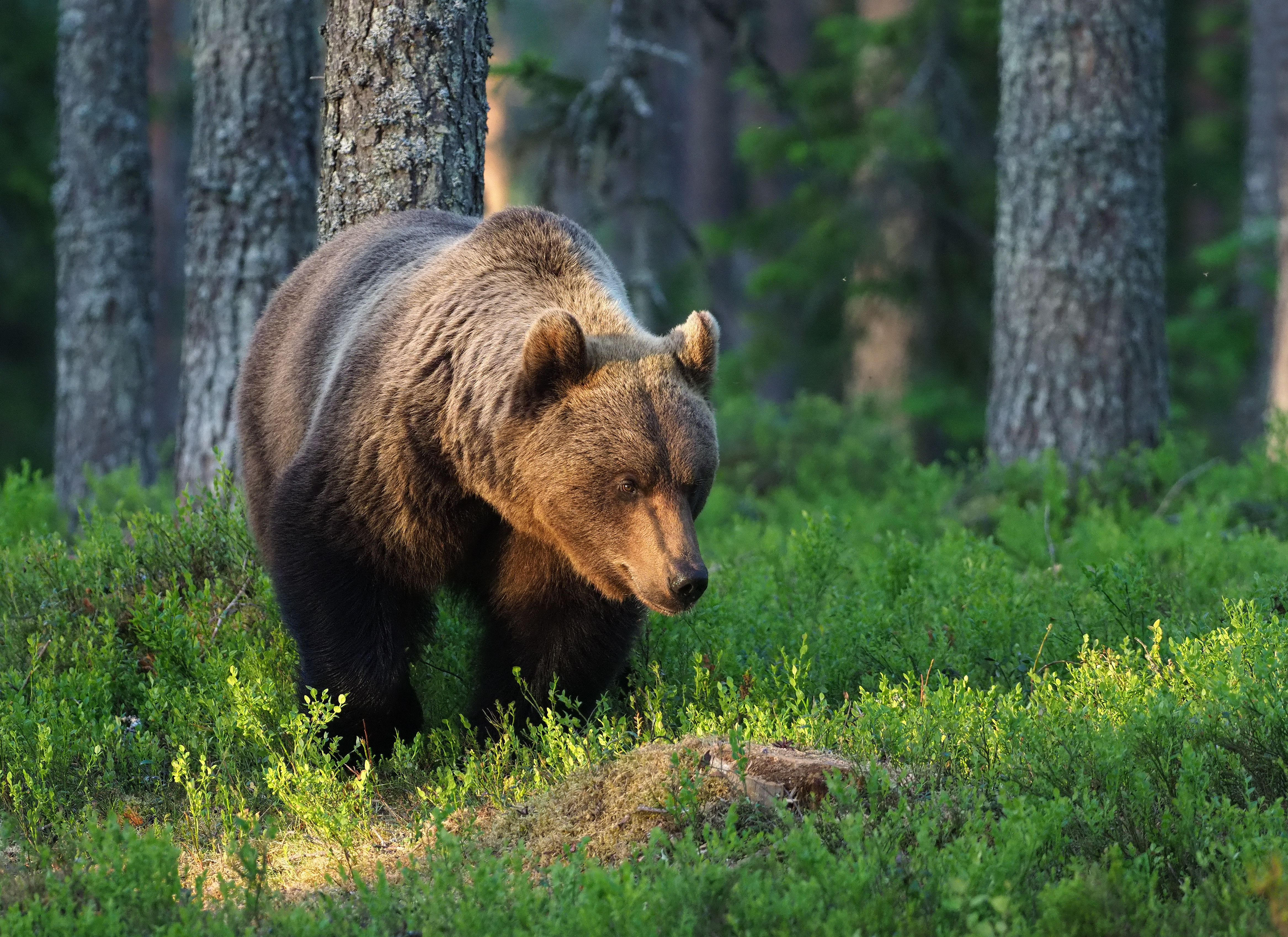
Medvěd hnědý (Ursus arctos) je finský národní živočich.

Fytogeograficky se Finsko rozprostírá v arktických, středoevropských a severoevropských provinciích cirkumboreální oblasti. Podle Světového fondu na ochranu přírody lze území Finska rozdělit do tří ekoregionů: skandinávská a ruská tajga, sarmatické smíšené lesy a skandinávský les horských bříz a pastvin. Tajga pokrývá většinu Finska od severních částí jižních provincií až po sever od Laponska. Na jihozápadním pobřeží, jižně od linie Helsinky – Rauma, jsou lesy smíšené, které jsou typičtější v oblasti Baltského moře. Na úplném severu Finska, poblíž hranice stromů a Severního ledového oceánu, jsou běžné lesy tvořené horskou břízou.
Finsko má podobně rozmanitou a rozsáhlou škálu fauny. V současné době zde žije šedesát původních druhů savců, 248 hnízdících druhů ptáků, více než 70 druhů ryb a 11 druhů plazů a žab, mnoho přišlo ze sousedních zemí před tisíci lety. Z velkých divokých zvířat ve Finsku žije medvěd hnědý (národní živočich), vlk obecný, rosomák sibiřský a los evropský. Tři z nejvýraznějších ptáků jsou labuť zpěvná, velká evropská labuť a národní pták Finska; tetřev hlušec, velký, černě speřený člen rodiny tetřevů; a výr velký. Ten je považován za ukazatel propojitelnosti starého lesa a jeho početnost klesá kvůli fragmentaci krajiny. Nejběžnějšími rozmnožujícími se ptáky jsou budníček větší, pěnkava obecná a drozd cvrčala. Ze sedmdesáti druhů sladkovodních ryb je několik druhů hojných, např. štika obecná a okoun. Losos obecný zůstává oblíben pro milovníky muškaření.
Ohrožený tuleň kroužkovaný, jeden ze tří druhů tuleňů na světě, žije pouze v systému jezer Saimaa v jihovýchodním Finsku, dnes v počtu pouze 390 tuleňů. Stal se znakem Finského svazu pro ochranu přírody.

### Ochrana životního prostředí

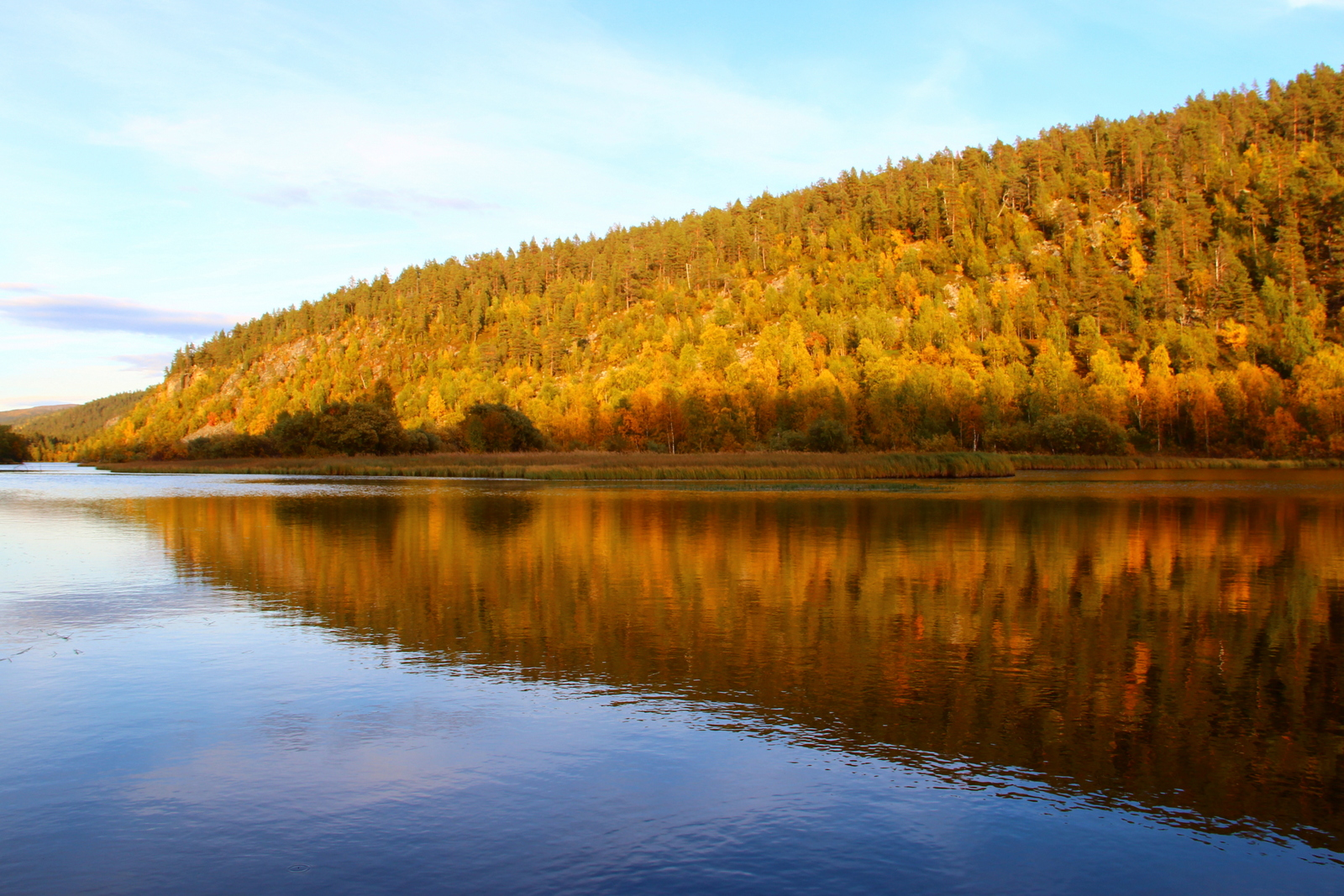
Národní park Lemmenjoki

Asi devět procent finské pevniny je pod různými stupni ochrany přírody. Na severu země, kde je hustota obyvatelstva nízká a většina půdy je ve vlastnictví státu, je tento podíl ještě vyšší. K listopadu 2019 existovalo 40 národních parků o rozloze 9 892 km² (2,7 % z celkové plochy Finska), včetně laponských národních parků Lemmenjoki a Urho Kekkonen, z nichž každý zaujímá plochu více než 2 500 km2. Za ochranu životního prostředí odpovídá finské Ministerstvo životního prostředí. Jeho hlavními cíli jsou ochrana biologické rozmanitosti, ochrana krajiny, udržitelné využívání přírodních zdrojů, ale také rekreační využívání přírodních oblastí.

### Podnebí

Typy Köppenovy klasifikace podnebí ve Finska

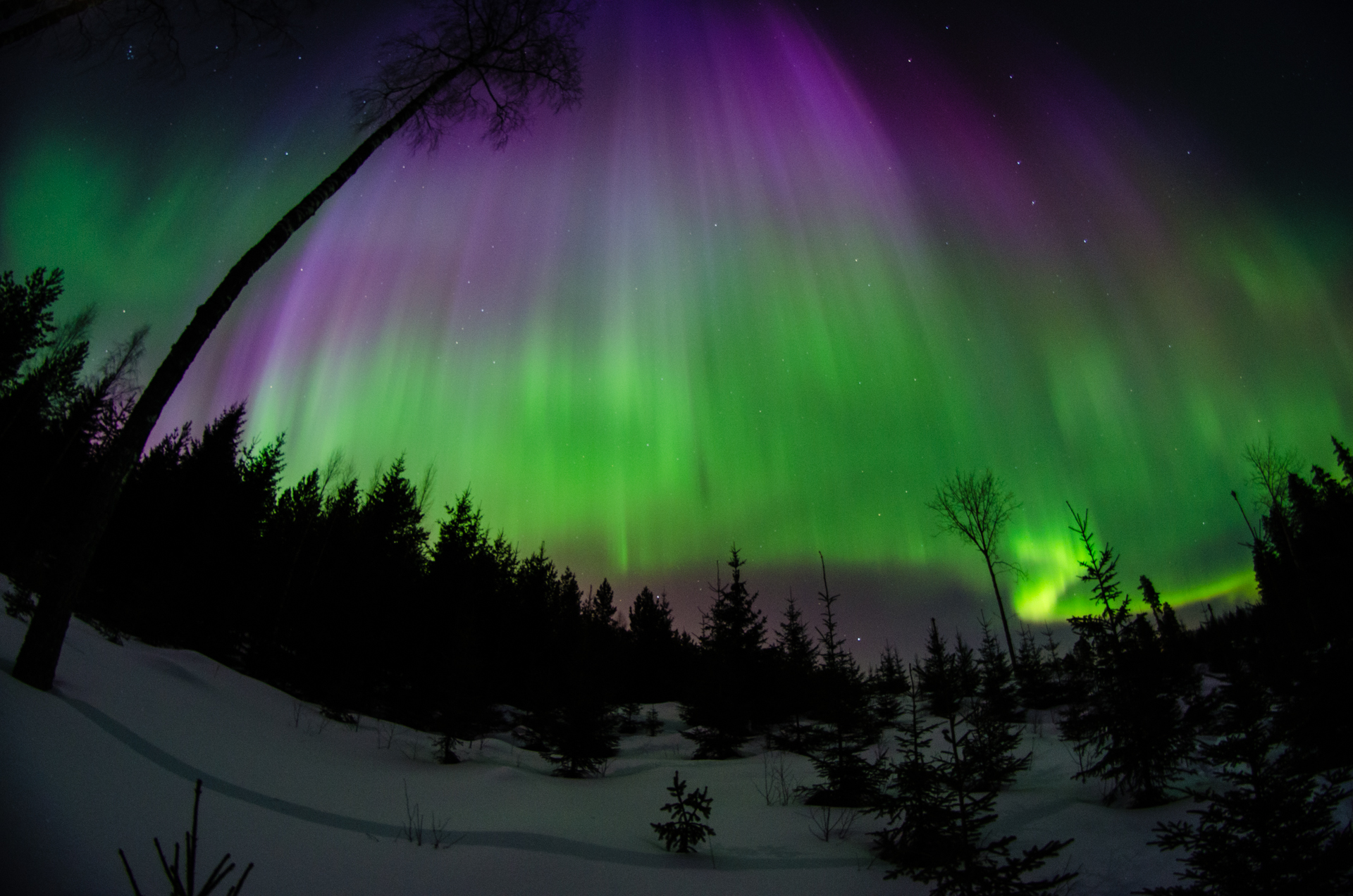
Polární záře jsou v Laponsku nejčastější v zimním období

Hlavním faktorem ovlivňujícím finské klima je zeměpisná poloha země mezi 60. a 70. severní rovnoběžkou v pobřežní zóně euroasijského kontinentu. V klimatické klasifikaci dle Köppena leží celé Finsko v boreální zóně, charakterizované teplými léty a mrazivými zimami. V rámci země se teplota mírně liší mezi jižními pobřežními regiony a úplným severem, což ukazuje vlastnosti jak oceánského, tak i kontinentálního podnebí. Finsko je natolik blízko Atlantského oceánu, že jej neustále zahřívá stálý Golfský proud. Ten v kombinaci se zmírňujícími účinky Baltského moře a četných vnitrozemských jezer vysvětluje neobvykle teplé klima ve srovnání s jinými regiony, ležícími na stejné zeměpisné šířce jako je Aljaška, Sibiř a jižní Grónsko.
| Místo     | únor  | červenec |
| --------- | ----- | -------- |
| Helsinky  | −4,9  | 17,2     |
| Jyväskylä | −8,7  | 16,0     |
| Sodankylä | −12,7 | 14,3     |

Zimy v jižním Finsku (když průměrná denní teplota zůstává pod 0 °C) trvají obvykle asi 100 dnů a ve vnitrozemí sníh obvykle pokrývá zemi od konce listopadu do dubna a v pobřežních oblastech, jako jsou Helsinky, sníh často leží na zemi od konce prosince do konce března. I na jihu mohou za nejtvrdších zimních nocí teploty klesat na -30 °C, i když v pobřežních oblastech, jako jsou Helsinky, jsou teploty pod -30 °C vzácné. Klimatické léto (když průměrná denní teplota je větší než 10 °C) v jižním Finsku trvá přibližně od konce května do poloviny září a ve vnitrozemí může teplota za nejteplejších dnů v července dosáhnout více než 35 °C. Ačkoli většina Finska leží v pásmu tajgy, nejjižnější pobřežní oblasti jsou někdy klasifikovány jako hemiboreální.

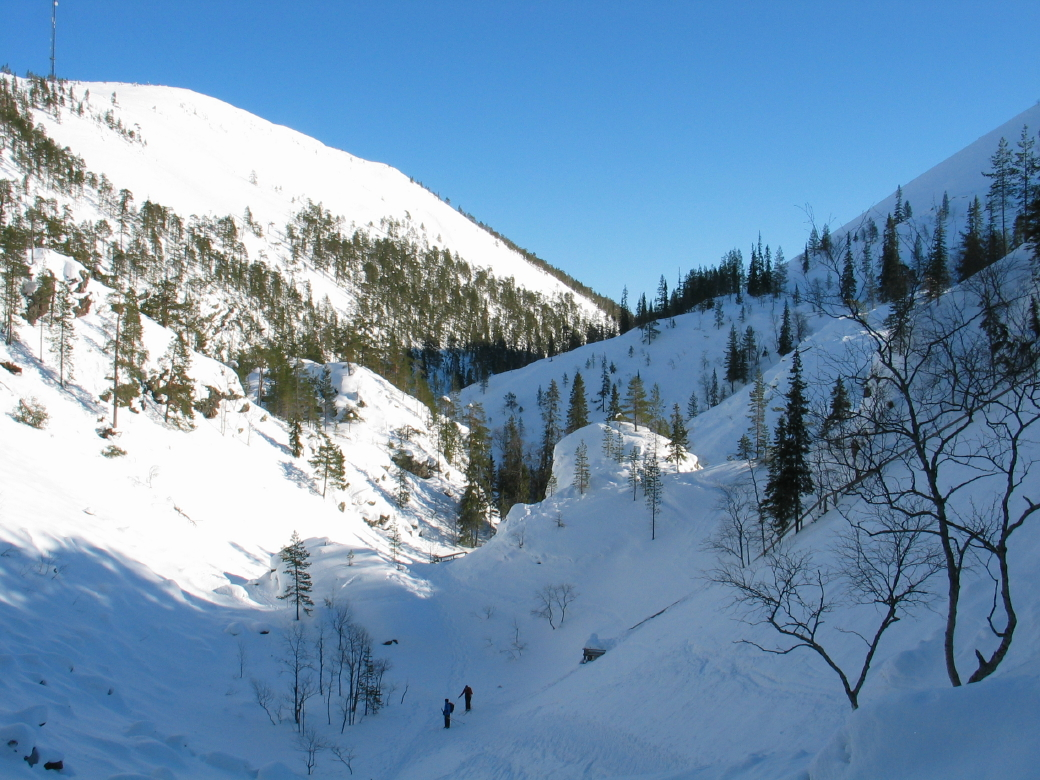
Národní park Pyhä-Luosto v Laponsku

V severním Finsku, zejména v Laponsku, jsou zimy dlouhé a chladné, zatímco léta jsou relativně teplá, ale krátká. V nejdrsnějších zimních dnech v Laponsku lze pozorovat pokles teploty na −45 °C. Zima na severu trvá asi 200 dní s trvalou sněhovou pokrývkou od poloviny října do začátku května. Léta na severu jsou poměrně krátká, pouze dva až tři měsíce, ale během vln veder mohou být maximální denní teploty stále nad 25 °C. V žádné části Finska se nevyskytuje arktická tundra, ale na laponských fellech se vyskytuje alpinská tundra.
Finské klima je pouze v nejjižnějších regionech vhodné pro pěstování obilovin, zatímco severní oblasti jsou vhodné pro chov zvířat.
Čtvrtina finského území leží za polárním kruhem a lze zde vidět půlnoční slunce, čím se cestuje dále k severu, tím více dní. Na nejsevernějším bodě Finska slunce nezapadá 73 po sobě jdoucích dnů v létě a v zimě vůbec nevyjde po dobu 51 dnů.

## Administrativní dělení
Ve Finsku je zaveden několikastupňový systém administrativního dělení území. Základním prvkem je kunta (obec), další úrovní je seutukunta (okres), vyšší stupněm je maakunta (provincie). V roce 2021 bylo ve Finsku 309 obcí, 69 okresů a 19 provincií.
Seutukunty a maakunty jsou řízeny členskými obce a mají pouze omezené pravomoci. Nad provinciemi figurují následně úřady aluehallintovirasto (oblastní správní úřad) a elinkeino-, liikenne- ja ympäristökeskus (zkráceně ely-keskus; centrum pro hospodářský rozvoj, dopravu a životní prostředí). Tyto dva úřady vznikly 1. ledna 2010, kdy nahradily do té doby používaný systém dělení území Finska do 6 krajů.
Alandy mají rozsáhlou autonomii. Podle mezinárodních dohod a finských zákonů regionální alandská vláda řeší některé záležitosti, které jinak přísluší do pravomocí provincií. Alandy požívají také mnohých výjimek ze zákonodárství jak Finska (např. pro obyvatele Aland neplatí všeobecná vojenská povinnost), tak Evropské unie. Sámové mají v Laponsku poloautonomní Sámskou domorodou radu pro otázky týkající se jazyka a kultury. Vztah Finů k Sámům je historicky zatížen celou řadou zločinů a i dnes bývá na pořadu jednání Výboru OSN pro lidská práva a rasovou diskriminaci.

### Obce
Základními správními jednotkami Finska jsou obce, které se mohou také nazývat městy. Připadá na ně polovina veřejných výdajů. Výdaje jsou financovány z obecních daní z příjmu, státními dotacemi a dalšími příjmy. K roku 2021 existovalo 309 obcí, většina z nich má méně než 6 000 obyvatel. V prvních 10 největších městech žilo něco málo přes 2,6 milionu obyvatel.
Region hlavního města – zahrnující Helsinky, Vantaa, Espoo a Kauniainen – tvoří souvislé souměstí s více než 1,1 miliony obyvatel. Společná správa je však omezena na dobrovolnou spolupráci všech obcí, např. v helsinské metropolitní radě.
| Helsinki     | 650 058 | 213,75   | 3 041 |
| Espoo        | 284 444 | 312,26   | 911   |
| Tampere      | 235 615 | 525,03   | 449   |
| Vantaa       | 228 678 | 238,37   | 959   |
| Oulu         | 203 750 | 1410,17  | 144   |
| Turku        | 191 603 | 245,67   | 780   |
| Jyväskylä    | 141 374 | 1170,99  | 121   |
| Lahti        | 120 081 | 459,47   | 261   |
| Kuopio       | 118 667 | 1597,39  | 74    |
| Kouvola      | 83 149  | 2 558,24 | 33    |
| Pori         | 84 318  | 834.06   | 101   |
| Joensuu      | 76 543  | 2 381,76 | 32    |
| Lappeenranta | 72 661  | 1433,36  | 51    |
| Hämeenlinna  | 67 530  | 1785,76  | 38    |
| Vaasa        | 67 588  | 188,81   | 358   |

### Provincie
Provincie jsou řízeny regionálními radami, které slouží jako fóra spolupráce pro obce v provincii. Hlavní role provincií jsou regionální plánování a rozvoj podnikání a vzdělávání. Kromě toho veřejné zdravotnické služby jsou obvykle organizovány podle provincií. V současnosti je jedinou provincií, kde se konají lidové volby do rady, Kainuu. Ostatní provinční rady jsou voleny obecními radami, přičemž každá obec vysílá zástupce v poměru k počtu obyvatel.
Kromě spolupráce mezi obcemi, která je v kompetenci provinčních rad, má každá provincie také státní středisko zaměstnanosti a hospodářského rozvoje, které je odpovědné za místní správu zaměstnanosti, zemědělství, rybolovu, lesnictví a podnikání. Provinční úřady finských ozbrojených sil jsou odpovědné za přípravu provinční obrany a za správu branné povinnosti v provincii.
Provincie představují dialektální, kulturní a ekonomické variace lépe než bývalé kraje, které byly čistě správními divizemi ústřední vlády. Historicky jsou provincie rozděleními historických provincií Finska, oblastí, které přesněji reprezentují dialekt a kulturu. Ve Finsku je stále patrné dělení na regiony vzniklé postupnou kolonizací Finska, i když se díky přesídlení 420 000 obyvatel Karélie během druhé světové války a urbanizace v druhé polovině 20. století mnoho rozdílů zjemnilo.

#### Přehled provincií
- Laponsko
- Severní Pohjanmaa
- Kainuu
- Severní Karélie
- Severní Savo
- Jižní Savo
- Jižní Pohjanmaa
- Pohjanmaa
- Pirkanmaa
- Satakunta
- Střední Pohjanmaa
- Střední Finsko
- Vlastní Finsko
- Jižní Karélie
- Päijät-Häme
- Kanta-Häme
- Uusimaa [pozn. 6]
- Kymenlaakso
- Alandy

### Mapy

Obce (kunta)
Hustota zalidnění dle obcí
Okresy (seutukunta)
Provincie (kunta)
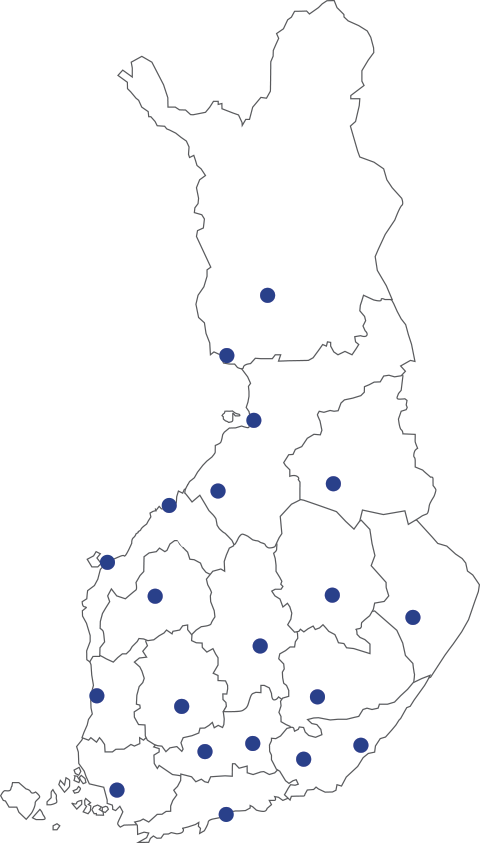
Centra pro rozvoj, dopravu a živ. prostředí (ely-keskus)
Regionální úřady (aluehallintovirasto)

## Politika

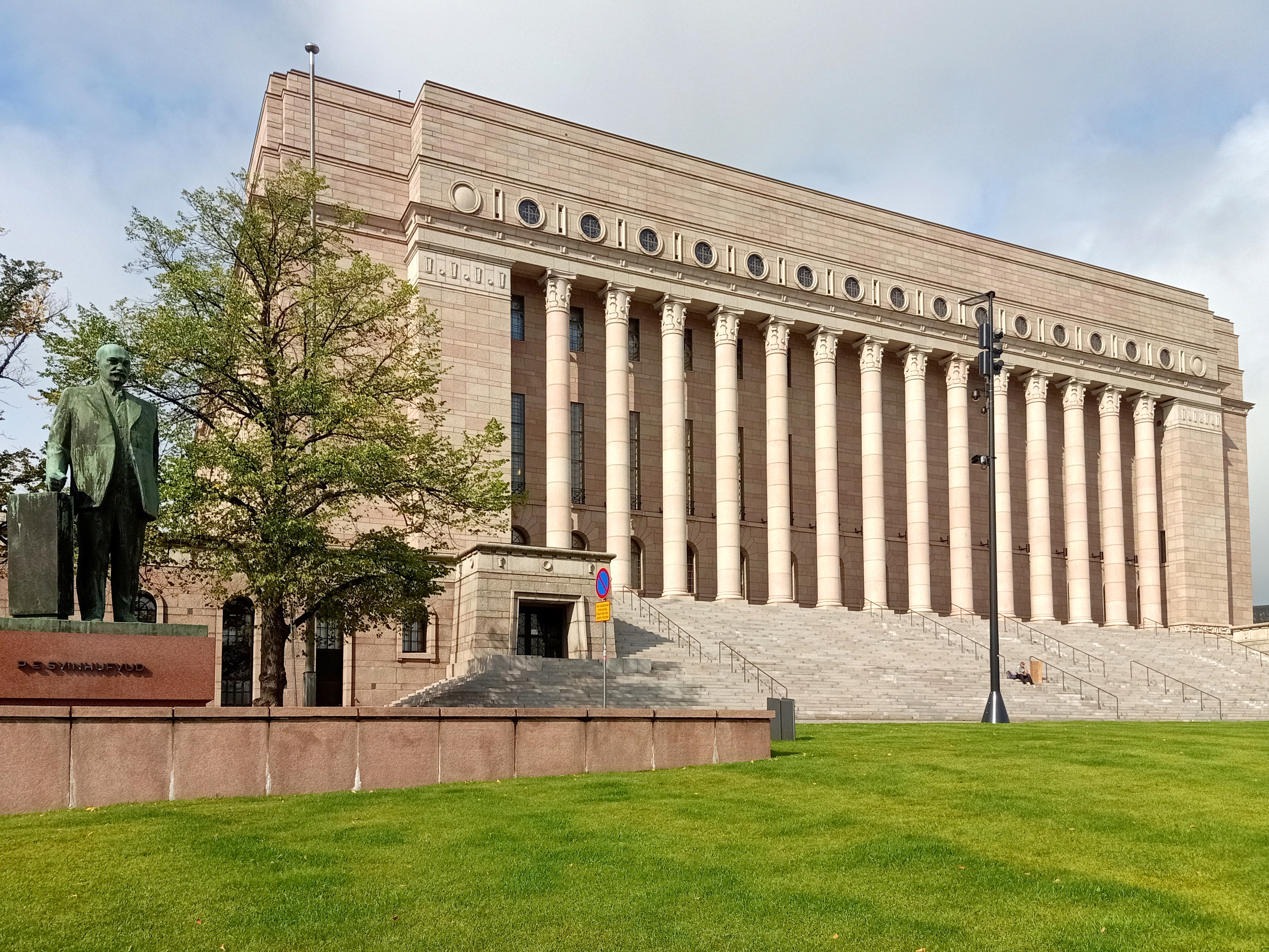
Hlavní budova finského parlamentu

Finsko je parlamentní republika. Většina výkonné moci náleží vládě (resp. Státní radě), kterou vede předseda vlády vybraný parlamentem. Státní rada je tvořená předsedou vlády, ministry jednotlivých ministerstev centrální vlády a také Kancléřem pro spravedlnost, který je nejvyšším ochráncem práv ve Finsku a dohlíží na zákonnost jednání veřejných činitelů a dodržování základních lidských práv.
Hlavou země je prezident. Do roku 1988 byl volen parlamentem, poté se přešlo na přímou dvoukolovou volbu. Funkční období prezidenta je šestileté.
Podle finské Ústavy je nejvyšším zákonodárným sborem jednokomorový parlament (finsky Eduskunta). Tvoří ho 200 poslanců. Parlament může měnit Ústavu, odvolávat předsedu vlády a přehlasovat prezidentské veto. Zákony navrhuje Státní rada, nebo některý z poslanců. Poslanci jsou voleni na čtyřleté období poměrným systémem. Volič může při volbách dávat preferenční hlasy jednotlivým kandidátům.
Soudní systém je rozdělen mezi soudy s běžnou občanskou a trestní soudní pravomocí a administrativní soudy řešící spory mezi jednotlivci a administrativními orgány státu a obcí. Jejich soudní pravomoc vystihuje následující příklad: Rodiče nespokojení s umístěním jejich dítěte do školy se mohou odvolat proti školskému výboru k administrativnímu soudu, protože umístění do školy je administrativní rozhodnutí. Finské právo je kodifikované a soudní systém sestává z místních soudů, oblastních odvolacích soudů a Nejvyššího soudu. Administrativní větev sestává z administrativních soudů a Nejvyššího administrativního soudu. Administrativní proces je populárnější, protože je levnější a představuje pro stěžujícího menší finanční risk. Navíc existuje několik zvláštních soudů pro některé oblasti administrativy.

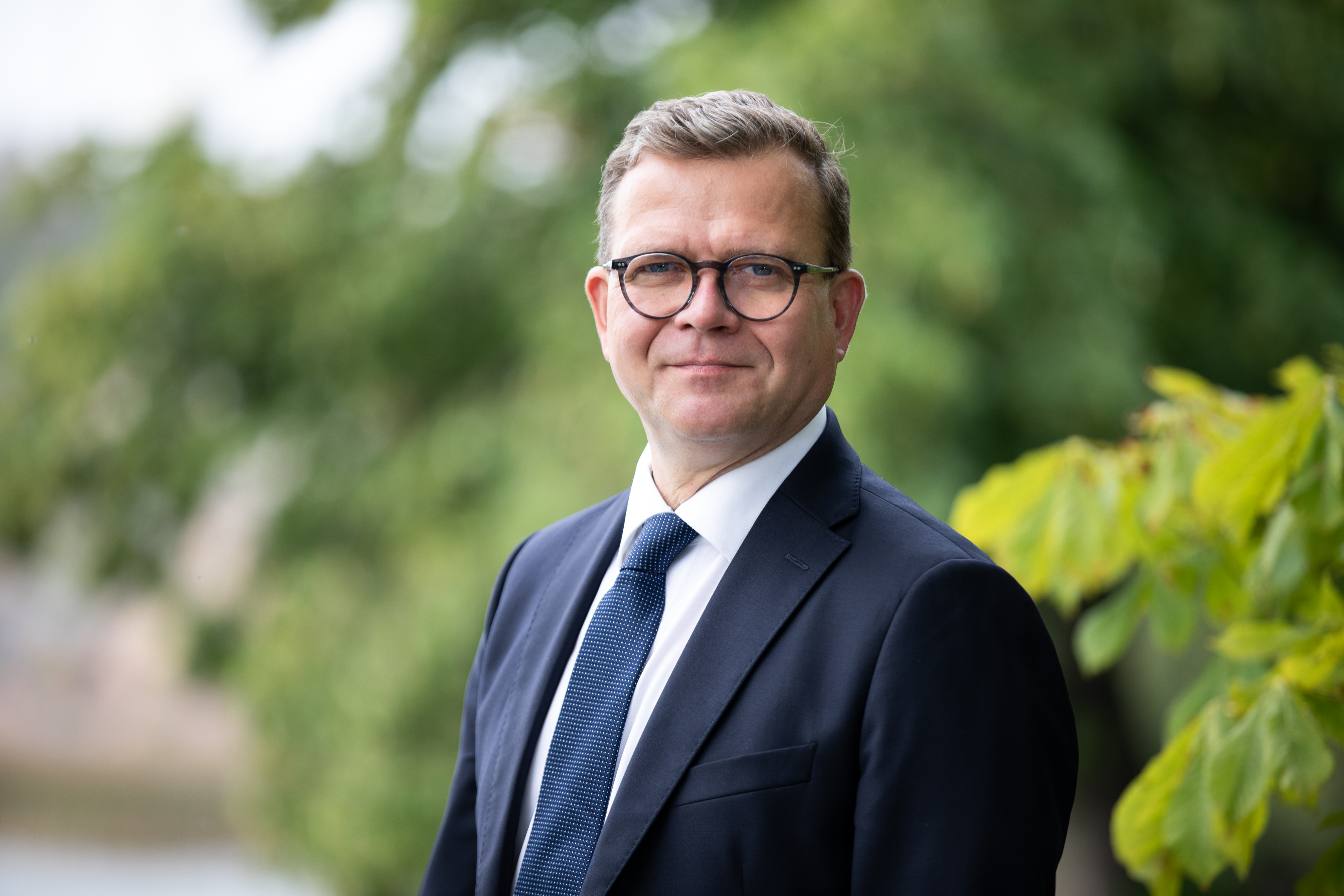
Petteri Orpo, předseda vlády Finska

Parlament vznikl v roce 1906, kdy začalo platit všeobecné volební právo. Strany v něm zastoupené jsou
- Národní koaliční strana (pravostředová)
- Finský střed (agrárníci)
- Finská sociálně demokratická strana
- Svaz levice (jejíž součástí dříve byli i komunisté)
- Zelený svaz
- Finští křesťanští demokraté
- Švédská lidová strana (zastupující švédskojazyčnou menšinu)
- Praví Finové (nacionalisté, euroskeptici), od dubna 2015 druhá nejsilnější strana v parlamentu[73]

Finsko zůstalo během studené války demokratické, ačkoli politická atmosféra byla velmi ovlivněná sousedícím Sovětským svazem. Poměry sil stran se ve volbách mění spíše mírně.
Finská Ústava a její místo v soudním systému jsou neobvyklé, protože neexistuje žádný Ústavní soud a Nejvyšší soud nemá výslovné právo prohlásit nějaký zákon za neústavní. V principu je ústavnost zákonů ve Finsku ověřována jen hlasováním v parlamentu. Nicméně parlamentní Ústavní komise posuzuje nejasné zákony a doporučuje změny, pokud je nutno. V praxi Ústavní komise plní povinnosti Ústavního soudu. Finskou specialitou je možnost přijímat v obyčejných zákonech výjimky z Ústavy, které jsou přijaté stejným postupem jako Ústavní dodatky. Příkladem je třeba zákon o stavu pohotovosti, který dává Státní radě výjimečná práva v případě národního ohrožení. Protože tato práva hrubě porušují základní ústavní práva, zákon byl přijat stejným způsobem jako ústavní dodatek. Nicméně může být zrušen stejným způsobem jako běžný zákon.
Všechny finské soudy mají povinnost dát přednost Ústavě před obyčejným zákonem. Tato pojistka však zatím nikdy nebyla využita.
Jediné další evropské země, které nemají Ústavní soud, jsou Nizozemsko a Spojené království (které nemá psanou Ústavu vůbec).

### Ozbrojené síly

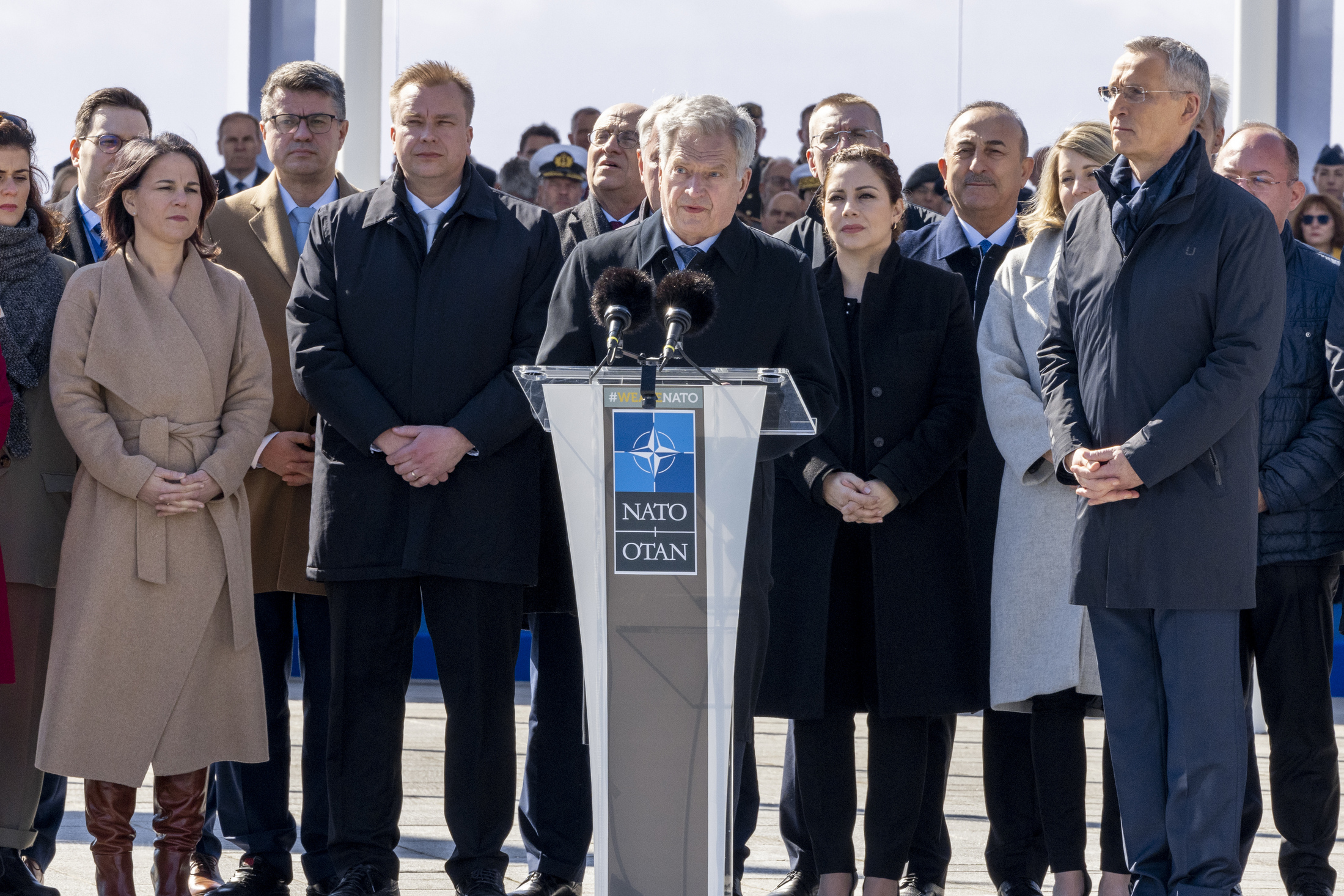
Sauli Niinistö zpečetil členství Finska v NATO (2023)

Finsko je členem EU a NATO. V minulosti, ještě před vstupem do aliance, se spolu se Švédskem opakovaně připojovalo k silám rychlé reakce NATO. V zemi je nicméně stále povinná vojenská služba; každý muž je povinen ji po dovršení 18 let absolvovat v délce 165, 255 nebo 347 dní. Lze ji nahradit civilní službou. Vojenským výcvikem prošlo 80 % finských mužů. K vojenskému výcviku se mohou dobrovolně přihlásit i ženy, okolo 1000 ročně jich tak činí, další navštěvují kurzy přežití s názvem „Nasťa“. Ochota bránit zemi se zbraní v ruce je ve Finsku 76 %, nejvyšší v Evropě. Finská armáda má 34 700 příslušníků ve zbrani, z toho 25 % jsou profesionální vojáci, v zálohách je přes 800 tisíc mužů a žen.
Finská armáda brání 1340 kilometrů pozemní hranice s Ruskem, ale také pobřežní vody plné zálivů. Přestože má Finsko ve srovnání s Českem jen zhruba polovinu obyvatel, má ve výzbroji 200 taků Leopard 2 (česko plánuje mít v roce 2026 celkem 42 těchto tanků). Finsko objednalo 62 letounů F-35 (Česko pouze 24). Finské námořnictvo používá rychlé raketové čluny vlastní výroby.

## Ekonomika

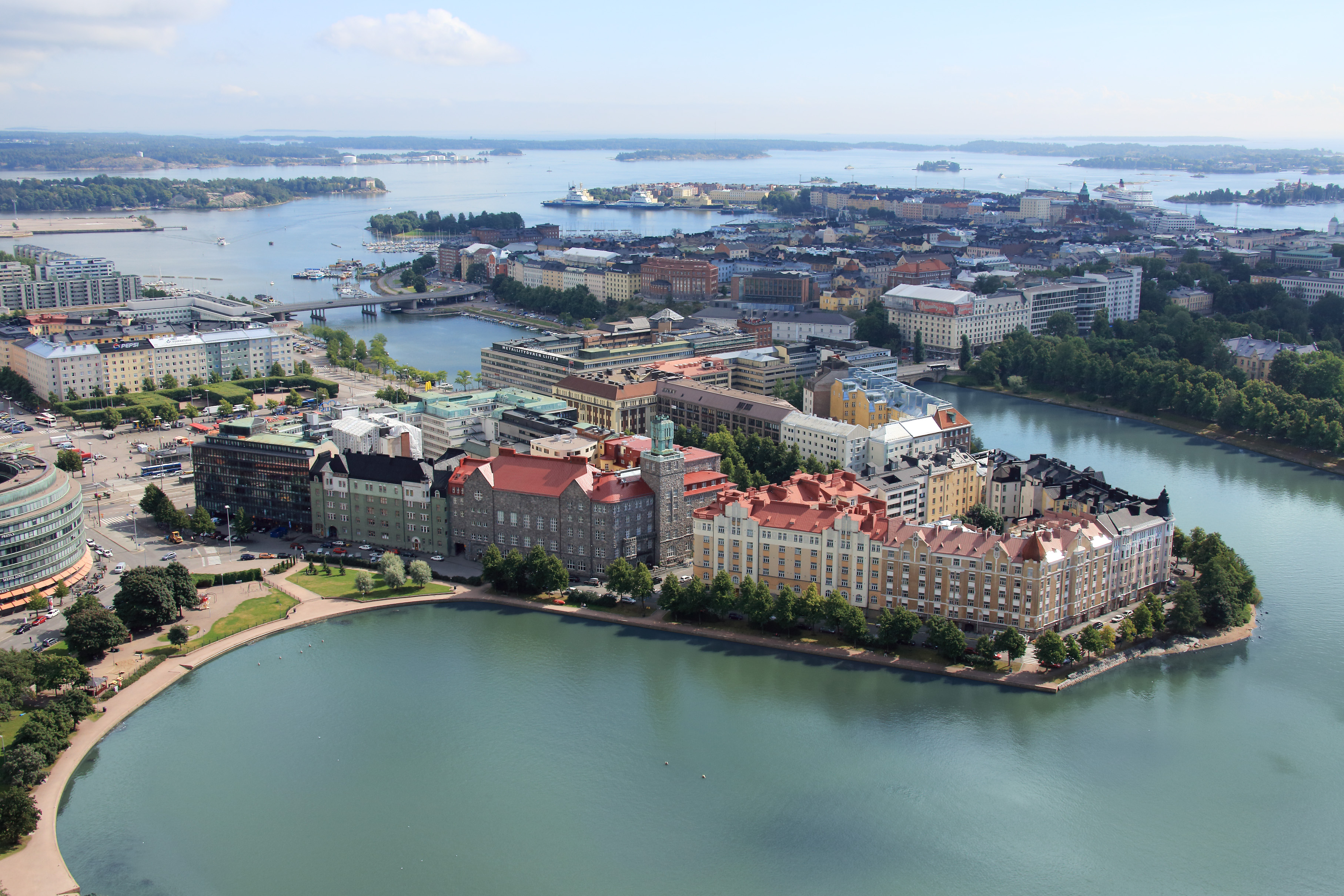
Helsinky

Finsko patří mezi vysoce industrializované ekonomiky s volným trhem. Na hlavu vyprodukuje zhruba stejně jako Spojené království, Francie, Německo nebo Itálie. Životní standard ve Finsku je proto vysoký. Mezi klíčové ekonomické sektory se řadí průmyslová výroba, hlavně zpracování dřeva a kovů, strojírenství a odvětví elektroniky a telekomunikací (jmenujme firmu Nokia). Důležitost obchodu podtrhuje fakt, že se vyváží téměř třetina z HDP. Až na dřevo a několik nerostů závisí hospodářství Finska na dovozu surovin, energie a také některých součástí vyráběného zboží.
Zemědělství je soběstačné v základních produktech, přestože ho omezuje podnebí. Značná část venkovského obyvatelstva pracuje v lesnictví, které patří mezi důležité exportní sektory.
V energetice Finsko sází na jadernou energii. Třetina spotřebované energie ve Finsku pochází z jádra. Finsko chce stavět i nové reaktory, a to na severu země.
Ekonomický růst Finska se v posledních letech pohybuje v řádu procent. Rychle se zvětšující integrace se západní Evropou – Finsko bylo jednou z 11 zemí, které v roce 1999 přijaly euro – bude po příští léta finské ekonomice dominovat.
V posledních letech byl finský průmysl zasažen slábnoucím postavením kdysi velké firmy Nokia a snižující se poptávkou po dřevě.

### Doprava

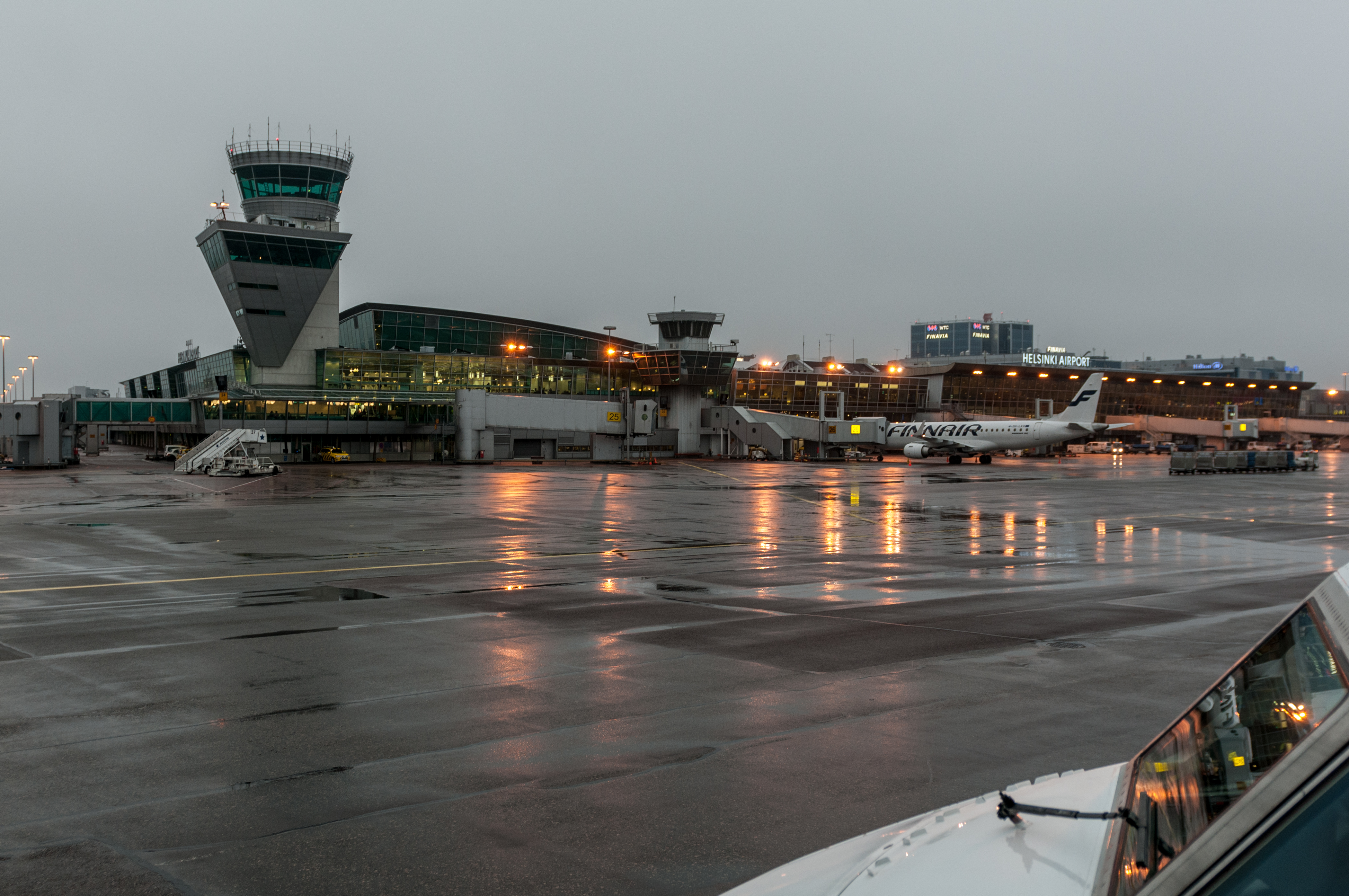
Letiště Helsinky-Vantaa

Finsko zatím nemá dobudovanou dálniční síť. Železniční síť také není hustá, ale je vybudována tak, aby spojovala východ a západ a také sever a jih země, běžný rozchod koleje je 1520 mm. Národním železničním dopravcem je společnost VR. Nejvyšší povolená rychlost na železnici je 220 km/h. Helsinky jsou jediným finským městem, které má metro. Je to nejsevernější metro na světě, otevřeno bylo v roce 1982, má dvě trasy s 25 stanicemi.
Největším leteckým dopravcem je polostátní Finnair, pátá nejstarší letecká společnost na světě. Největším letištěm je Letiště Helsinky-Vantaa. 
Nejvytíženějšími přístavy jsou Helsinky, Turku, Vaasa a Oulu. 

## Demografie

### Jazykové skupiny

Jazyky obcí v roce 2016
Legenda:
jednojazyčně finské
dvojjazyčné, finština jazyk většiny, švédština menšiny
dvojjazyčné, švédština jazyk většiny, finština menšiny
jednojazyčně švédské
dvojjazyčné, finština jazyk většiny, sámština menšiny

Ve Finsku jsou dva úřední jazyky: finština, kterou mluví 87,6 % obyvatel, a švédština, mateřský jazyk pro 5,2 % populace. Etničtí Finové a finští Švédové tvoří, jak se obecně přijímá, společný národ. Finští Švédové žijí především v pobřežních oblastech. Díky tomu přetrvává mezi etnickými Finy a finskými Švédy jemný kulturní rozdíl, kdy etničtí Finové jsou spíše zaměřeni na jezera a les a finským Švédům patří spíše pobřežní kultura. Nicméně tato diferenciace je velmi malá a obecně menší než rozdíly mezi kulturami východního a západního Finska.
Dalšími menšinovými jazyky jsou ruština (1,4 %) a estonština (0,9 %), arabština (0,5 %), somálština (0,4 %) a angličtina (0,4 %). V Laponsku žije asi 6 500 Sámů (nebo též Laponců) s vlastním ugrofinským jazykem ze skupiny sámských jazyků. Těmi mluví asi 3 000 z nich. Asi 90 % Finů ovládá angličtinu.

### Náboženství
Převažující náboženství ve Finsku je křesťanství. Ve Finsku působí dvě státní církve mající právo vybírat církevní daň a požívající další zákonná privilegia – Finská evangelická luteránská církev a Finská pravoslavná církev. Finská legislativa nicméně zaručuje svobodu vyznání a zakládání jiných náboženských společenství, jež zahrnují poměrně malé skupiny protestantů, římských katolíků, muslimů a židů. V roce 2018 bylo 69,8 % obyvatel členy evangelické luteránské církve, 1,1 % členy pravoslavné církve a 1,6 % obyvatel náleželo ostatním náboženským společenstvím.

### Rozmístění a přesuny obyvatelstva
Po Zimní válce (potvrzené výsledkem Pokračovací války) muselo být 12 % populace Finska přesídleno. Válečné reparace, nezaměstnanost a nejistota suverenity a nezávislosti na Sovětském svazu vedla ke značné emigraci, slábnoucí až v sedmdesátých letech. Do té doby emigrovalo zhruba půl milionu Finů, hlavně do Švédska a Severní Ameriky. Asi polovina emigrantů se později vrátila zpět. Přes milion obyvatel Spojených států a Kanady dnes uvádí, že má finské předky.
Od konce devadesátých let Finsko přijímá uprchlíky a imigranty v měřítku porovnatelném se skandinávskými zeměmi, ačkoli jejich celkový počet ve Finsku je o mnoho menší než u západních sousedů. Značný podíl imigrantů pochází z bývalého Sovětského svazu, ti se ale často považují za etnické Finy. Nejpočetnější přistěhovalecké skupiny ve Finsku jsou Estonci, Rusové, Iráčané, Číňané, Švédové, Thajci a Somálci. .
Finská populace byla vždy koncentrovaná v jižní části země, což urbanizace ve 20. století ještě zvýraznila. Největšími a nejdůležitějšími městy ve Finsku jsou Helsinky, Espoo, Tampere, Vantaa, Oulu a Turku, přičemž Oulu je jediné město v severním Finsku s více než 203 000 obyvateli.

### Literatura

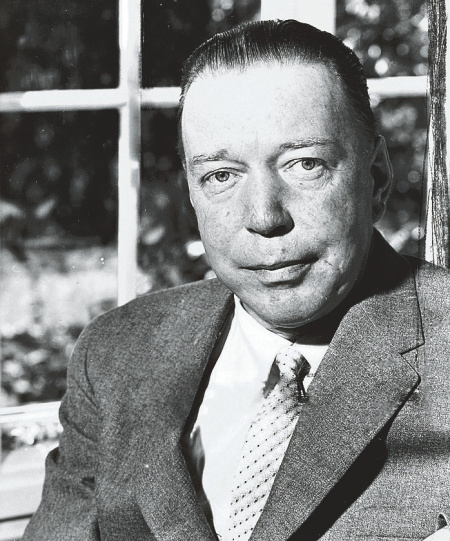
Mika Waltari

## Kultura

### Vizuální umění a architektura

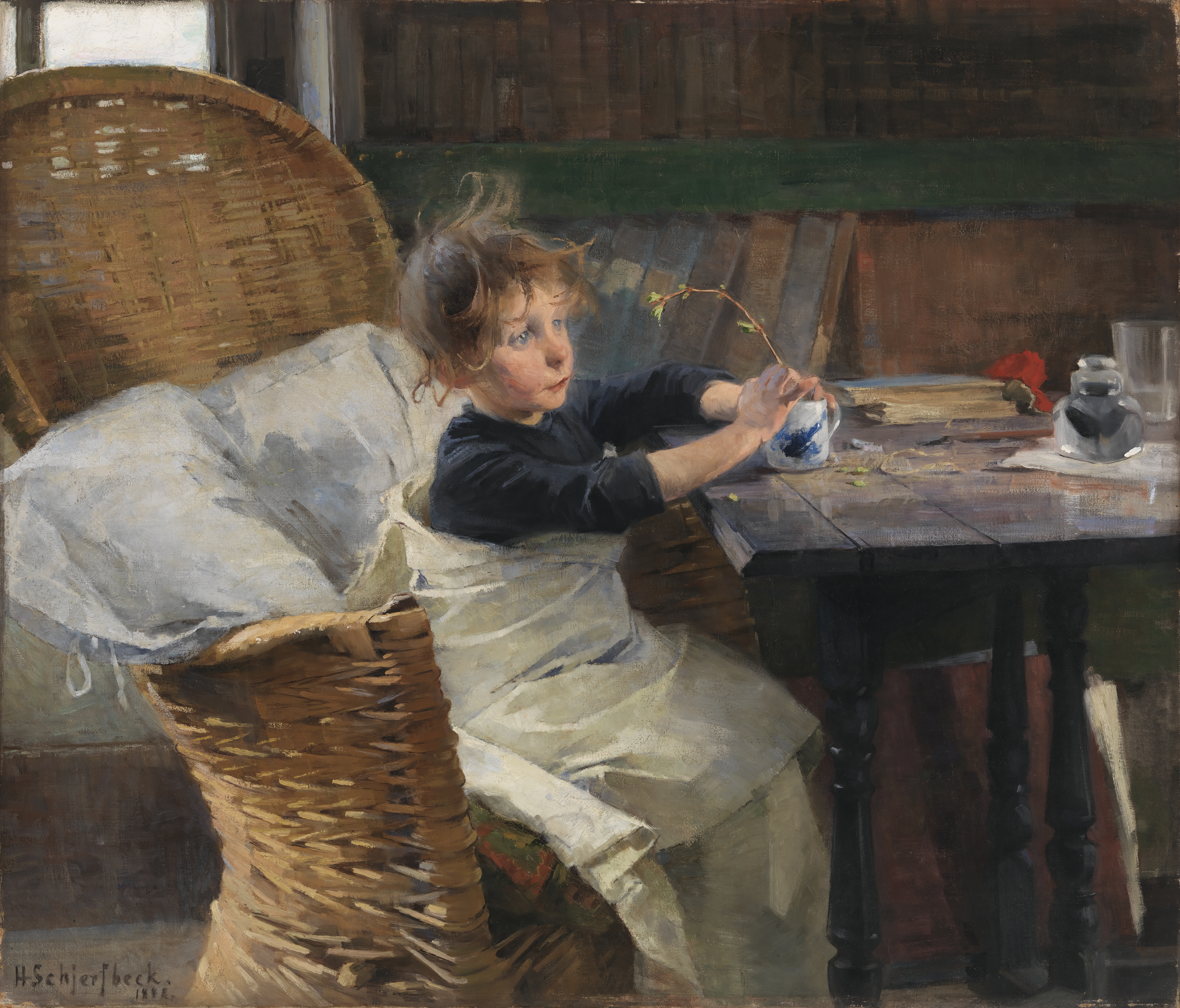
Raný obraz Helene Schjerfbeckové

Významným sochařem byl Wäinö Aaltonen. Malíř Akseli Gallen-Kallela se proslavil ilustracemi k výše zmíněné Kalevale. Nejvýznamnější realistickým malířem 19. století byl Albert Edelfelt. Průkopnicí modernismu, byť doceněnou až s odstupem, byla Helene Schjerfbecková. Hugo Simberg byl hlavním představitelem symbolismu ve finském výtvarném umění. Gay kulturu silně ovlivnil svými erotickými kresbami Touko Laaksonen známý jako Tom of Finland. Proslulý skandinávský design rozvíjela Aino Aaltoová.

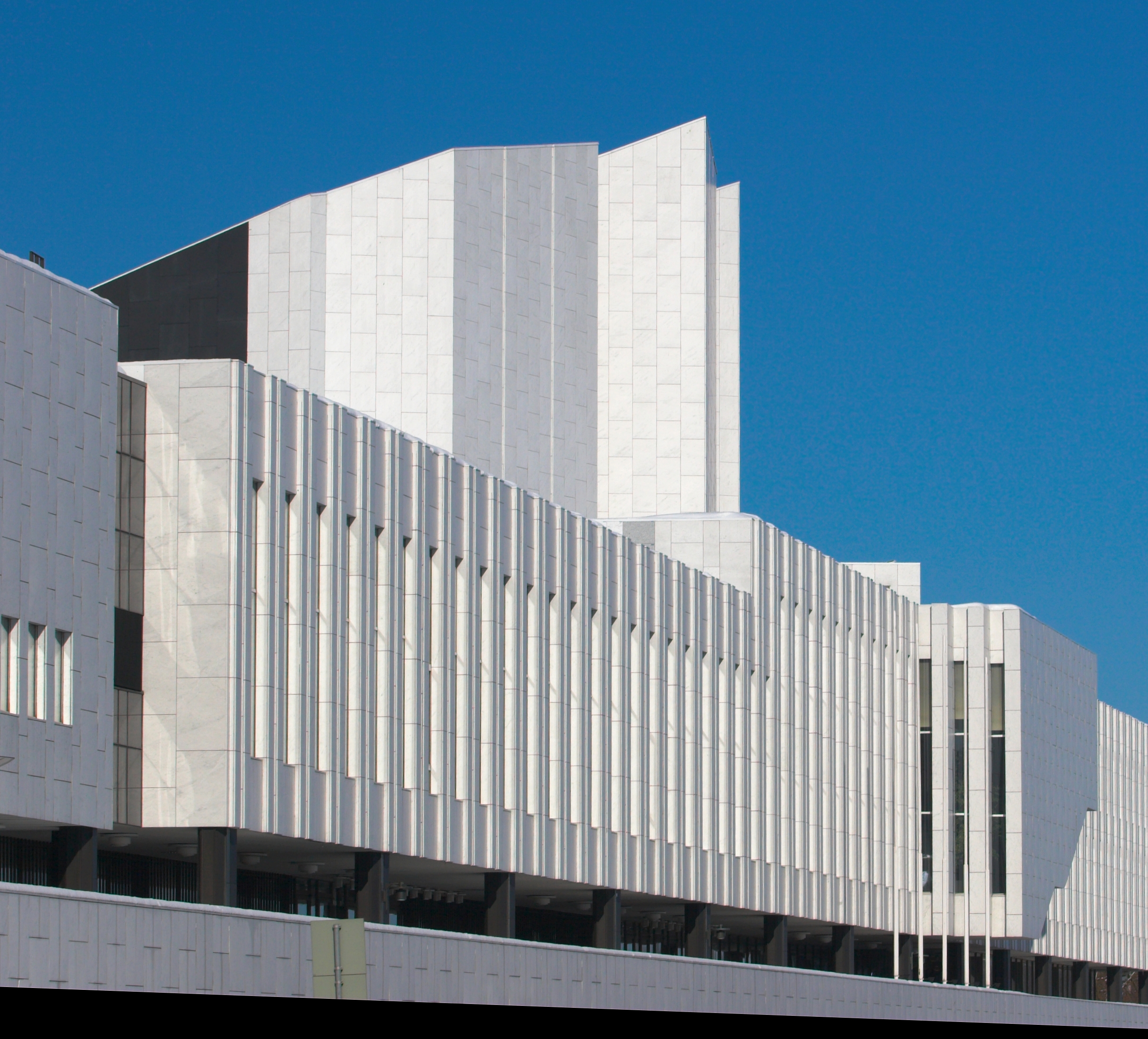
Finlandia-talo Alvara Aalta

Nejvýznamnějším finským architektem je Alvar Aalto. Klíčovými figurami byli rovněž Eero Saarinen a jeho otec Eliel Saarinen. Současnou finskou architekturu a také uměleckou krajinotvorbu reprezentuje Marco Casagrande. Na seznam Světového dědictví UNESCO byla zapsána námořní obranná pevnost Suomenlinna a dřevěný kostel v Petäjävesi z 18. století. Zápisu se dočkalo i centrum města Rauma, Stará Rauma, a pohřebiště z doby bronzové Sammallahdenmäki. Hrad v Turku je spolu s katedrálou v Turku nejstarší finskou stavbou. Hrad Olavinlinna je nejsevernějším dosud stojícím středověkým hradem. K nejvýznamnějším sakrálním stavbám patří Evangelická katedrála v Helsinkách a Chrám Zesnutí Bohorodičky v Helsinkách, obě stavby jsou produktem historismu 19. století. Od roku 1969 je atrakcí Helsinek Kostel na Temppeliaukio, vytesaný ve skále. Esencí modernismu je hala Finlandia-talo z dílny Alvara Aalta, secese Hlavní nádraží v Helsinkách, dílo Eliela Saarinena.

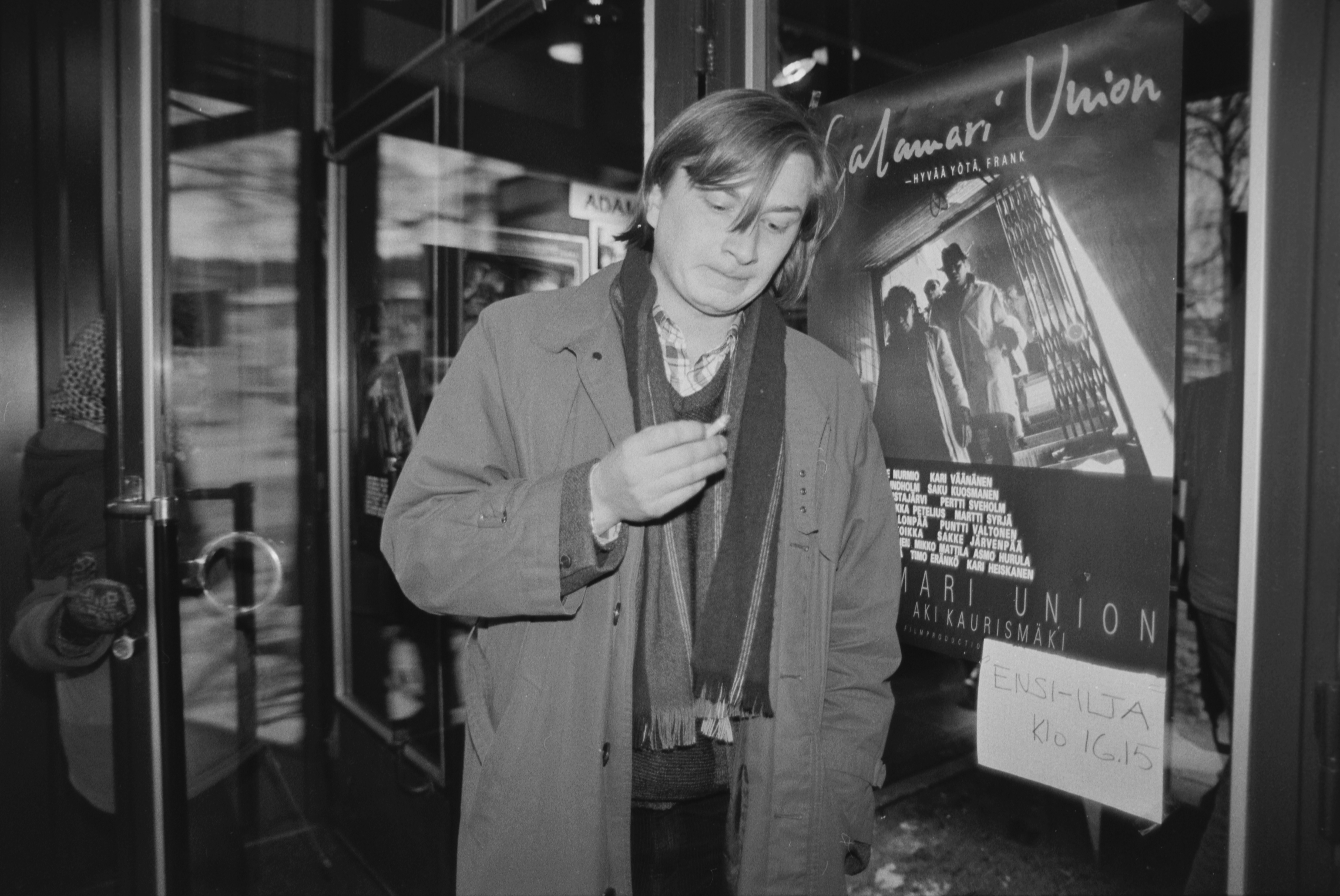
Aki Kaurismäki

Nejúspěšnějším filmovým režisérem je Aki Kaurismäki. Ceněn je ale i jeho bratr Mika Kaurismäki, který se rovněž rozhodl pro filmovou režii. Renny Harlin se prosadil jako režisér hollywoodských béčkových filmů (Smrtonosná past 2, Cliffhanger), Mauritz Stiller kdysi objevil Gretu Garbo.
V Kaurismäkiho filmech se proslavila herečka Kati Outinenová. Nejprve jako broadwayský zpěvák a posléze i jako herec (zejm. Policejní akademie) se ve Spojených státech prosadil George Gaynes (rodným jménem George Jongejans). Jasper Pääkkönen získal mezinárodní proslulost zejména díky seriálu Vikingové. 
Armi Kuusela byla zvolena historicky první držitelkou titulu Miss Trusovováverse.

### Hudba

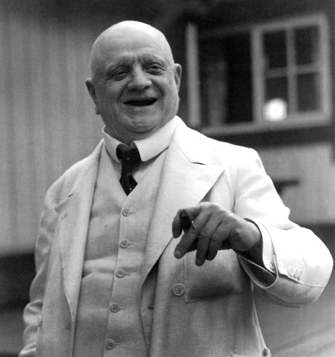
Jean Sibelius

Finským národním hudebním nástrojem je strunné kantele, mezi finskými skladateli vynikal zejména Jean Sibelius, představitel pozdního romantismu. K tomuto stylu lze řadit i Oskara Merikanta. K autorům modernistické vážné hudby patřili Einojuhani Rautavaara, Leif Segerstam nebo Kaija Saariahová. Autorem první finské opery Lov krále Karla (Kung Karls jakt) a také finské hymny je Fredrik Pacius. Z interpretů lze jmenovat dirigenta Esa-Pekku Salonena.

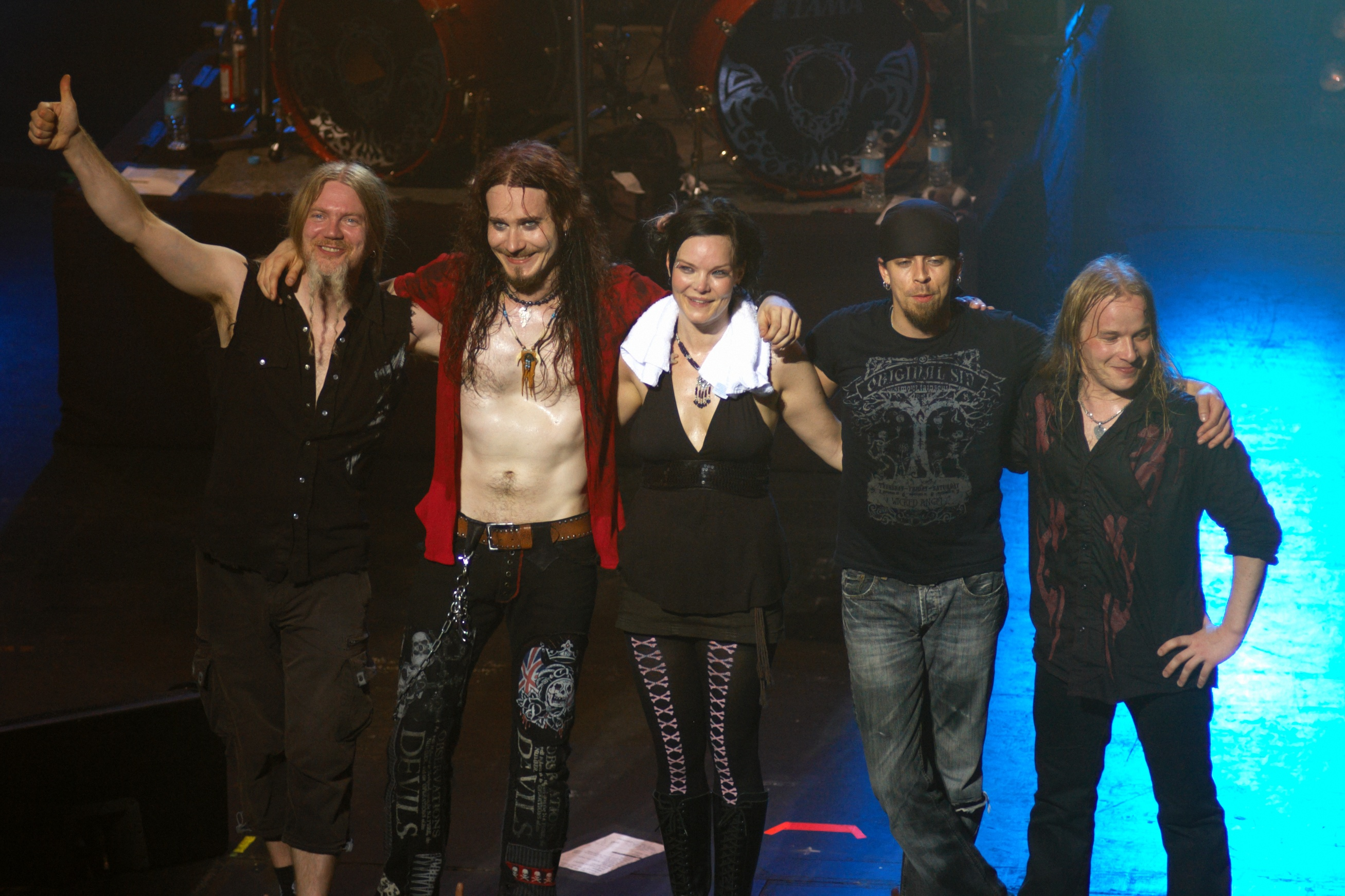
Nightwish

Velmi oblíbené jsou rockové a metalové kapely, například Sonata Arctica, Sunrise Avenue, Stratovarius, Nightwish, HIM, The Rasmus, Apocalyptica, Children of Bodom, Waltari, Turmion Kätilöt, Lordi, Korpiklaani a mnoho dalších. Finská metalová scéna bývá často označována jako nejlepší na světě. Známou sólovou zpěvačkou je Tarja Turunen a ze zpěváků například Timo Kotipelto. V roce 2006 vyhrála finská hard rocková/heavy metalová skupina Lordi Velkou cenu Eurovize s písní Hard Rock Hallelujah. V roce 2023 na Eurovizi skončil na druhém místě rapper a zpěvák Käärijä. 
Známí jsou také například finská folková skupina Värttinä, rockoví Leningrad Cowboys a v 70. letech 20. století velmi úspěšní Hurriganes.

### Tradice
Stará finská kultura vychází z původního finského pohanství. Vánoční dárky dětem nosí Joulupukki, místní varianta Santy Clause. Roku 2020 zařadilo Finsko jako součást svého kulturního dědictví UNESCO počítačovou subkulturu demoscén.

### Kuchyně
Finská kuchyně vyniká střídmostí a jednoduchostí. Hodně se konzumují ryby a mléčné výrobky. Za místní specialitu je považováno například sobí, medvědí nebo losí maso. Finové jsou největší konzumenti kávy na světě (na hlavu).

## Věda a školství

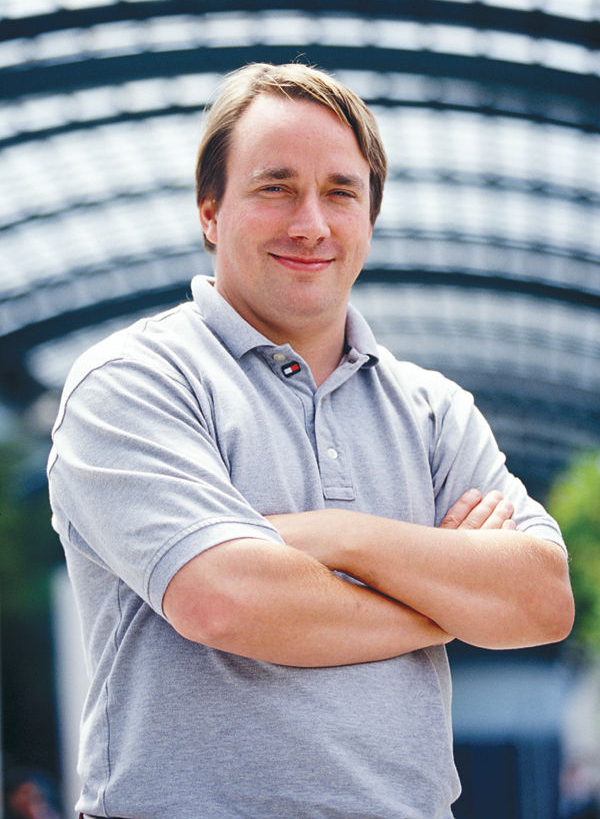
Linus Torvalds, tvůrce Linuxu

Programátor Linus Torvalds je tvůrcem jádra svobodného operačního systému Linux. Artturi Ilmari Virtanen získal Nobelovu cenu za chemii, Ragnar Granit za fyziologii. Významným astronomem, optikem a také esperantistou byl Yrjö Väisälä, astronomii se věnovala též Liisi Otermaová, v Rusku se prosadil astronom Andrej Ivanovič Lexell. Chemik Johan Gadolin objevil yttrium. Matematik Lars Ahlfors získal jako první v historii prestižní Fieldsovu medaili, významným matematikem byl i jeho učitel Rolf Nevanlinna. Botanik a mineralog Adolf Erik Nordenskjöld v letech 1878–1879 našel Severovýchodní cestu a jako první obeplul Euroasii.

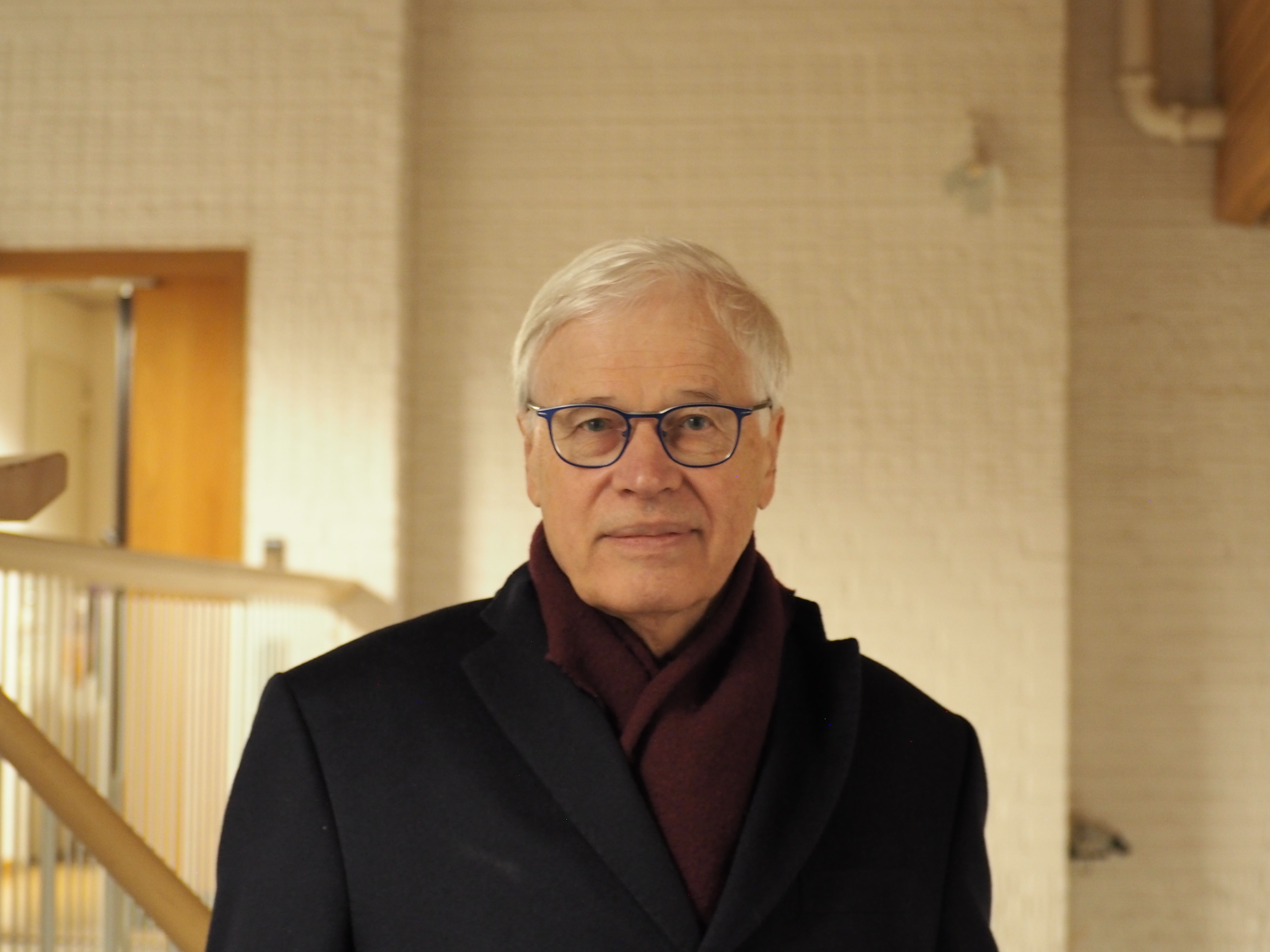
Bengt Holmström

Nejslavnějším finským filozofem je Georg Henrik von Wright, představitel analytické filozofie. Jeho žákem byl Jaakko Hintikka. Filozof Johan Vilhelm Snellman proslul především svým politickým aktivismem, je klíčovou postavou národního obrození a den jeho narození je dnes ve Finsku státním svátkem. Ve vědecké folkloristice vynikl Antti Aarne, zejména díky své typologii pohádek. Významným orientalistou 18. století byl Peter Forsskål, žák Carla Linného. Jazykovědec Matthias Alexander Castrén je považován za zakladatele jazykovědných disciplín zabývajících se uralskými jazyky. Bengt Holmström získal Nobelovu cenu za ekonomii. Sociolog a antropolog Edvard Westermarck je známý popsáním tzv. Westermarckova efektu, který spočívá v tom, že pro dospělého muže je nepřitažlivá žena, se kterou prožil útlé dětství.

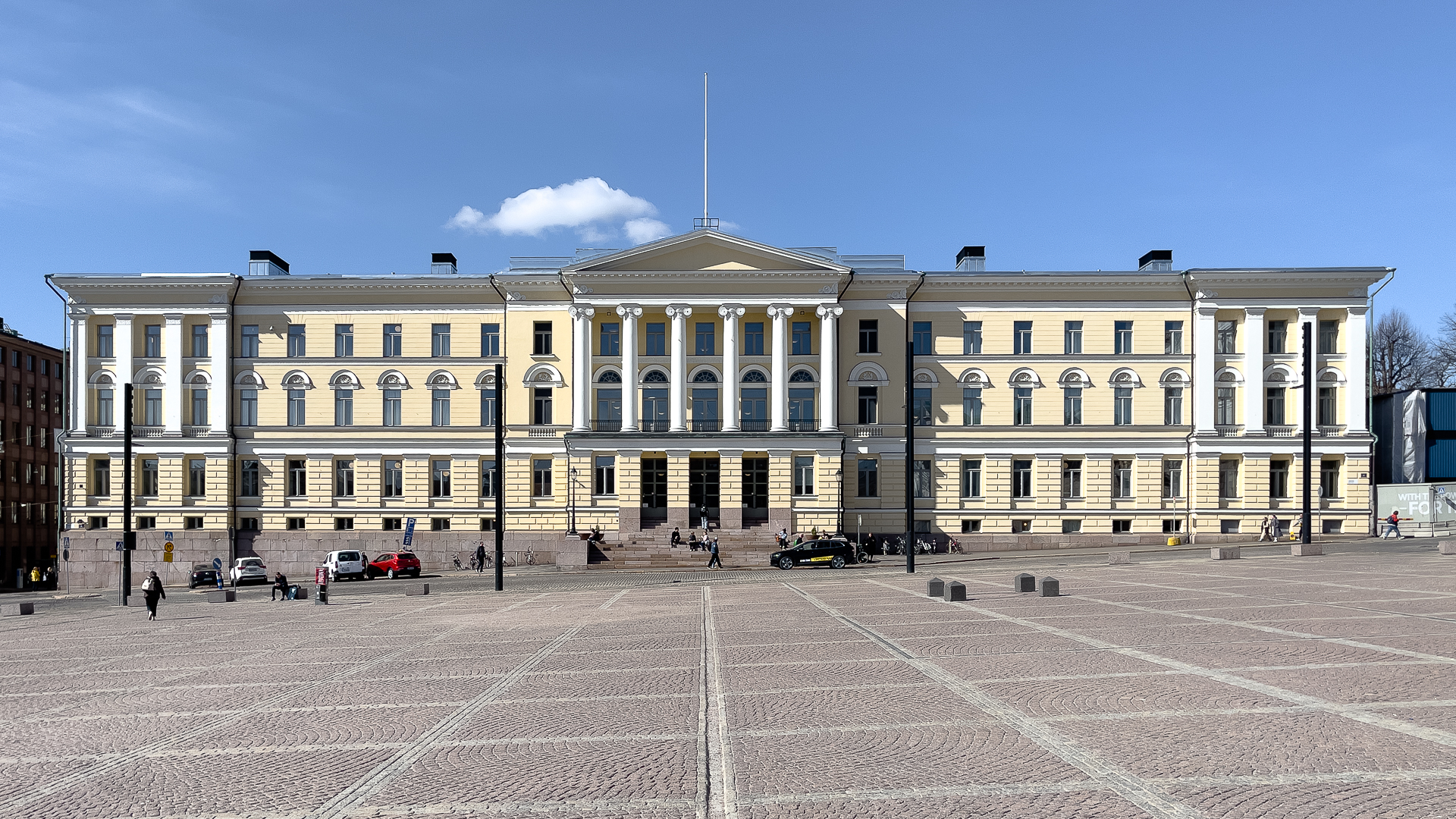
Helsinská univerzita

Finsko od 90. let masivně investovalo do školství a vzdělávání. Světové ekonomické fórum vyhodnotilo finský vysokoškolský systém jako nejlepší na světě. Do základní školy chodí děti od 7 let. Povinná školní docházka trvá až do 16 let. Vysokoškolské vzdělání má 33 % Finů. Drtivá většina škol je veřejných či přímo státních. Studium je na všech úrovních zdarma, mnohde dostávají studenti zdarma i obědy, svačiny a všechny školní pomůcky. Vysokoškoláci čerpají navíc z pestré škály stipendií, které jim povětšinou pokrývají životní náklady během studia.
V Šanghajském žebříčku, který tradičně hierarchizuje nejlepší vysoké školy na světě, má Finsko (k roku 2021) jednu univerzitu v první stovce – je jí Helsinská univerzita, která je vyhodnocena jako 82. nejlepší na světě. Jde o největší a nejstarší univerzitu ve Finsku, založena byla roku 1640, ovšem ještě jako Královská akademie v Turku, což byla jediná vysoká škola založená ve Finsku za švédské nadvlády. Do Helsinek byla přestěhována roku 1828, po velkém požáru. Přejmenována byla po zisku finské nezávislosti roku 1917. V Turku dnes existuje nová univerzita, založená v roce 1920 – Univerzita v Turku. Je druhá největší v zemi.

## Sport

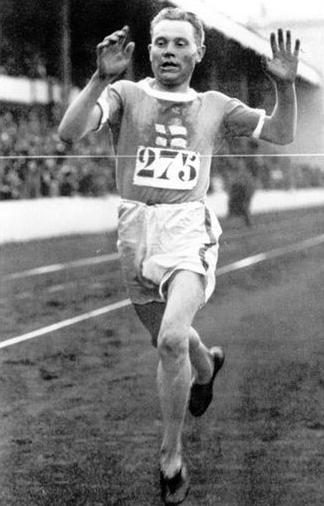
Běžec Paavo Nurmi

Finové jsou nejúspěšnějším národem na olympijských hrách v přepočtu medailí na obyvatele. Mimořádných výsledků dosahovali zejména před druhou světovou válkou. Například na olympiádě v Paříži roku 1924 získali druhý největší počet medailí ze všech národů, a to přesto, že Finsko mělo tehdy pouze 3,2 milionu obyvatel. Devět zlatých olympijských medailí vybojoval za svou kariéru fenomenální meziválečný běžec Paavo Nurmi. Čtyři zlaté získali jeho kolegové, běžci Lasse Virén, Ville Ritola a Hannes Kolehmainen. Tři má veslař Pertti Karppinen. Jakousi národní disciplínou je hod oštěpem – Finové v něm získali již osm zlatých olympijských medailí. Na olympiádách v Antverpách 1920 a v Los Angeles 1932 obsadili Finové v oštěpu všechny medailové příčky. Finům ovšem sedí i zimní sporty, takže začali dosahovat výborných výsledků i na olympiádách zimních – čtyři zlaté získal skokan na lyžích Matti Nykänen, pět rychlobruslař Clas Thunberg. Finové jedny olympijské hry i uspořádali – letní hry roku 1952 v Helsinkách.

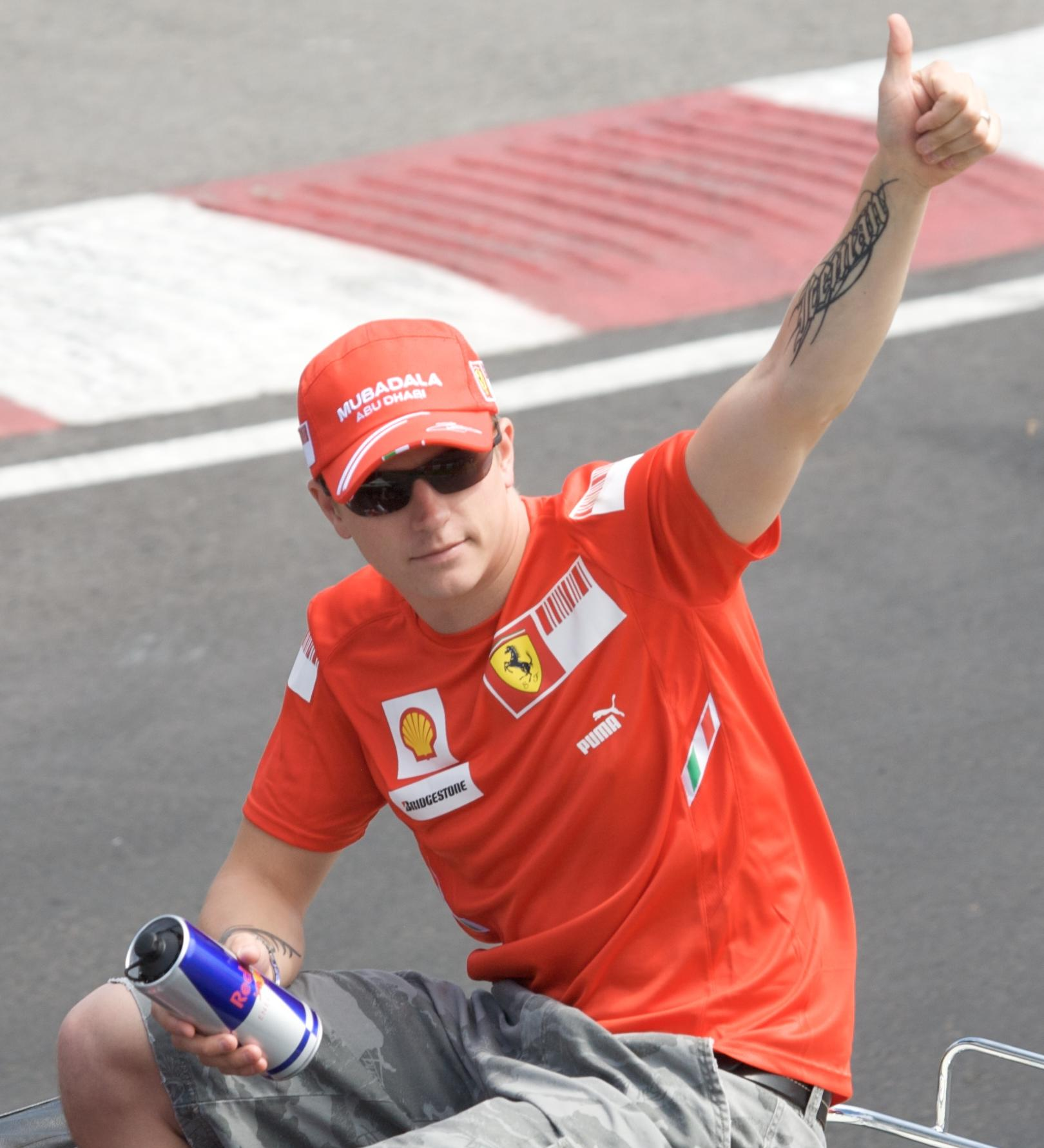
Kimi Räikkönen

Řada Finů se proslavila v motorovém sportu. Mistry světa v rallye závodech se stali Markku Alén, Ari Vatanen, Hannu Mikkola, Timo Salonen, Juha Kankkunen, Tommi Mäkinen a Marcus Grönholm. Ve formuli 1 se prosadili Keke Rosberg, Mika Häkkinen či Kimi Räikkönen. Mistrem světa v závodech silničních motocyklů se stal Jarno Saarinen. Juha Salminen vybojoval 13 titulů mistra světa v závodech enduro.

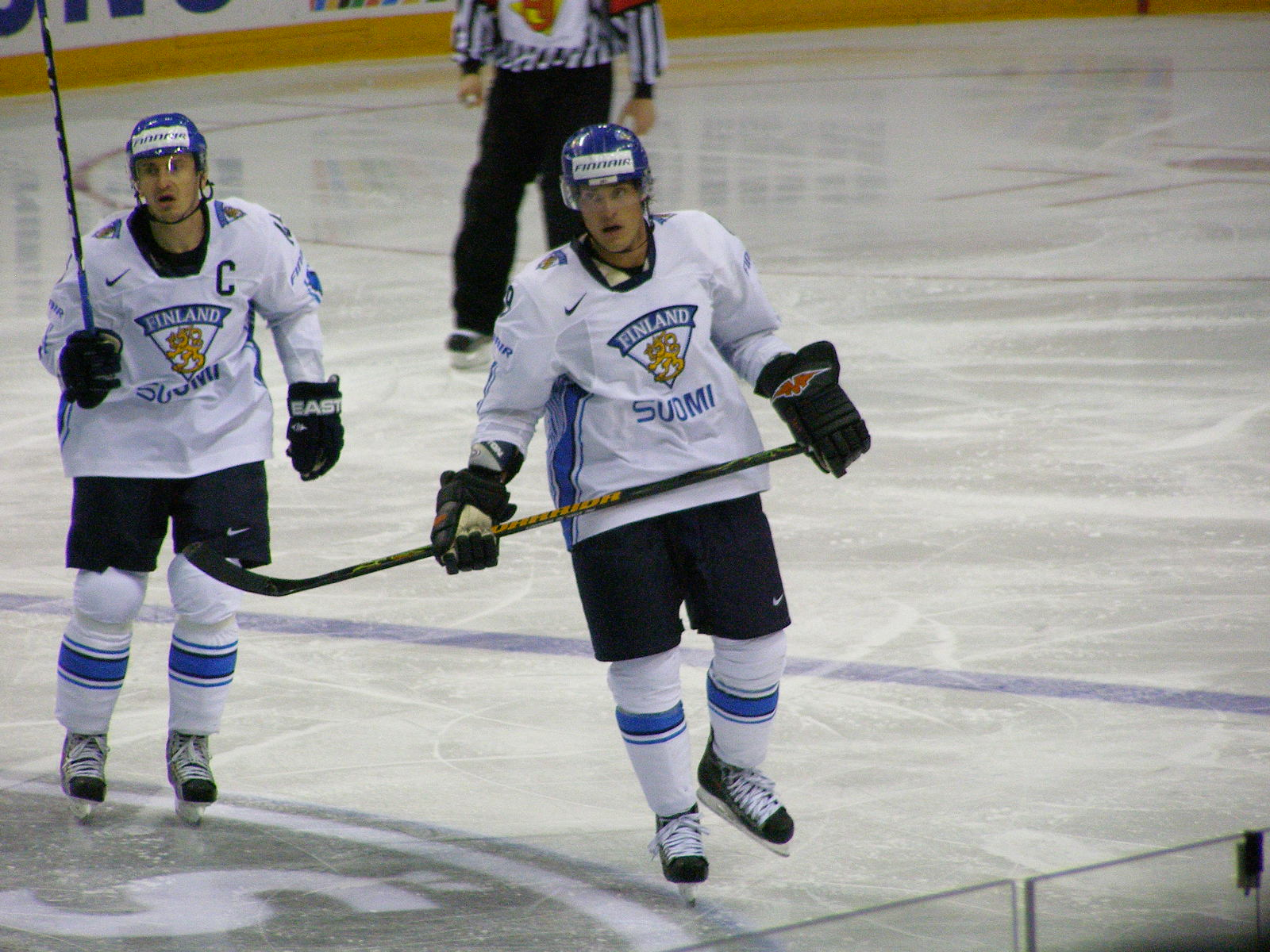
Ville Peltonen a Teemu Selänne

Nejpopulárnějším sportem ve Finsku je lední hokej a finská hokejová reprezentace čtyřikrát vyhrála mistrovství světa, v letech 1995, 2011, 2019, 2022 a jednou olympijské hry v roce 2022. Nejslavnějšími finskými hokejisty jsou Teemu Selänne, Jari Kurri, Saku Koivu a Esa Tikkanen, z gólmanů Miikka Kiprusoff, Tuukka Rask či Pekka Rinne (všichni tři jsou držiteli Vezina Trophy v NHL). Podobně jako jiné severské týmy Finové dominují ve florbalu, muži mají na kontě čtyři tituly mistrů světa (2008, 2010, 2016, 2018), ženy dva (1999, 2001). Tradičním finským sportem je pesäpallo, hra podobná baseballu. Největší hráčskou základnu má dnes ovšem již fotbal, byť finská reprezentace zatím nedosáhla výraznějšího úspěchu. Nejslavnějšími finskými fotbalisty jsou Jari Litmanen a Sami Hyypiä.
V posledních letech taktéž strmě narůstá na popularitě discgolf, ve kterém patří Finsko ke světové špičce.
K životu každého Fina neodmyslitelně patří sauna, náleží ke standardnímu vybavení finské domácnosti.

## Svátky

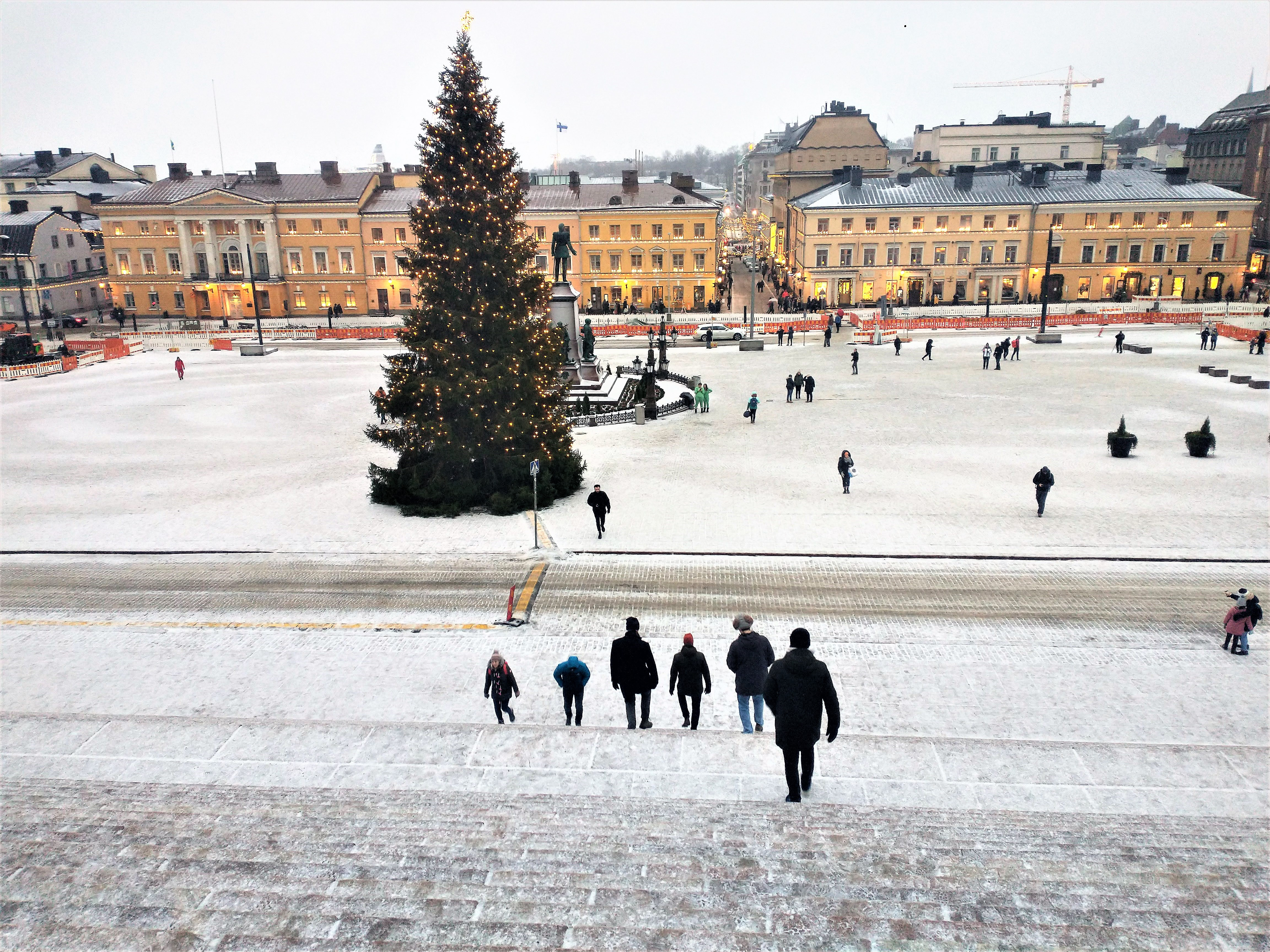
Vánoce v Helsinkách

Všechny oficiální svátky ve Finsku jsou ustanoveny zákonem. Svátky se dělí na křesťanské a sekulární (světské). Mezi nejdůležitější křesťanské svátky patří Vánoce, Tří králů, Velikonoce, Nanebevstoupení Páně, Svatodušní neděle a slavnost Všech svatých. Sekulárními svátky jsou pak Nový rok, 1. máj (finsky Vappu) a letní slunovrat.
Mezi oficiální svátky se řadí navíc všechny neděle. Když se pracovní týden ve Finsku zkrátil na 40 hodin, ze sobot se prakticky staly také svátky, i když ne oficiální. Velikonoční neděle a slavnost Všech svatých jsou neděle, kterým předchází zvláštní druh sobot.
Do roku 2009 musely mít obchody ze zákona v neděli zavřeno. Výjimkou byly letní měsíce (od května do srpna) a předvánoční sezóna (listopad a prosinec). Po roce 2009 zákon reguluje otevírací dobu obchodů s více než 400 m2. Tyto obchody mohou mít v sobotu otevřeno od 7,00 do 18,00 a v neděli od 12,00 do 18,00. V ostatní dny jsou otevřeny mezi 7,00 a 21,00. Výjimkou jsou oficiální svátky, kdy jsou tyto obchody zavřené. Obchody s méně než 400 m2 plochy mohou mít v neděli otevřeno po celý rok kromě oficiálních svátků a některých nedělí, jako jsou třeba Den matek (druhá neděle v květnu) nebo Den otců (druhá neděle v listopadu). Zákon jejich otevírací dobu ale nijak nereguluje.

## Další poznámky
- Datový formát: DD.MM.YYYY (nepoužívají se nuly na začátku)
- Napětí: 220–240 V, 50 Hz; Zásuvky: typ Schuko, (označení F), stejné jako v Německu a většině Evropy (české spotřebiče s francouzským typem vidlice E/F – EuroSchuko lze používat normálně)
- PSČ: 5 číslic
- Mobilní sítě a technologie: GSM 900, GSM 1800; GSM/GPRS/EDGE/UMTS/LTE
- Měrná soustava: SI (metrická)

## Postavení v mezinárodních žebříčcích
- IMD International, Žebříček konkurenceschopnosti v roce 2024: 15. ze 67 ekonomik (zemí a regionů)
- OECD, Žebříček připravenosti studentů v roce 2003: 1. ze 41 zemí
- Reportéři bez hranic, Žebříček svobody tisku (rok 2024): 5. ze 180 zemí
- Save the Children, Stav matek ve světě v roce 2004: 2. z 119 zemí (spolu s Dánskem)
- Transparency International, Index korupce v roce 2004: 1. ze 146 zemí
- UNDP: Zpráva o lidském vývoji 2004, 13. ze 177 zemí
- Světové ekonomické fórum, Zpráva o konkurenceschopnosti ve světě 2004–2005, 1. ze 104 zemí
- IIHF, Žebříček IIHF v roce 2024, 3. z 58 zemí
- FIFA, Žebříček FIFA v roce 2023, 62. z 207 zemí
- Hrubý domácí produkt, Seznam států světa podle HDP, 43. ze 194 zemí
- Institute for Economics and Peace, Index míru v roce 2023, 13. ze 161 zemí
- World Happiness Report, Žebříček nejšťastnějších národů na světě 2024, 1. ze 143 zemí